# Segeltorp (kommundel)
Segeltorp är en kommundel i Huddinge kommun, Stockholms län och en del av tätorten Stockholm. Det är också en postort med ungefär samma avgränsning. Segeltorp ligger i kommunens nordvästliga del på gränsen mot Stockholms kommun. I Segeltorp fanns 12 817 invånare (31 december 2016) varav 28,3 procent med utländsk bakgrund.
Segeltorp består av fem delområden (från norr till söder): Jakobslund, Smista, Juringe, Kråkvik och Kolartorp och tillhör kyrkligt S:t Mikaels församling. Kungens kurva tillhörde tidigare kommundelen, men utgör sedan 2018 en egen kommundel.

## Historia

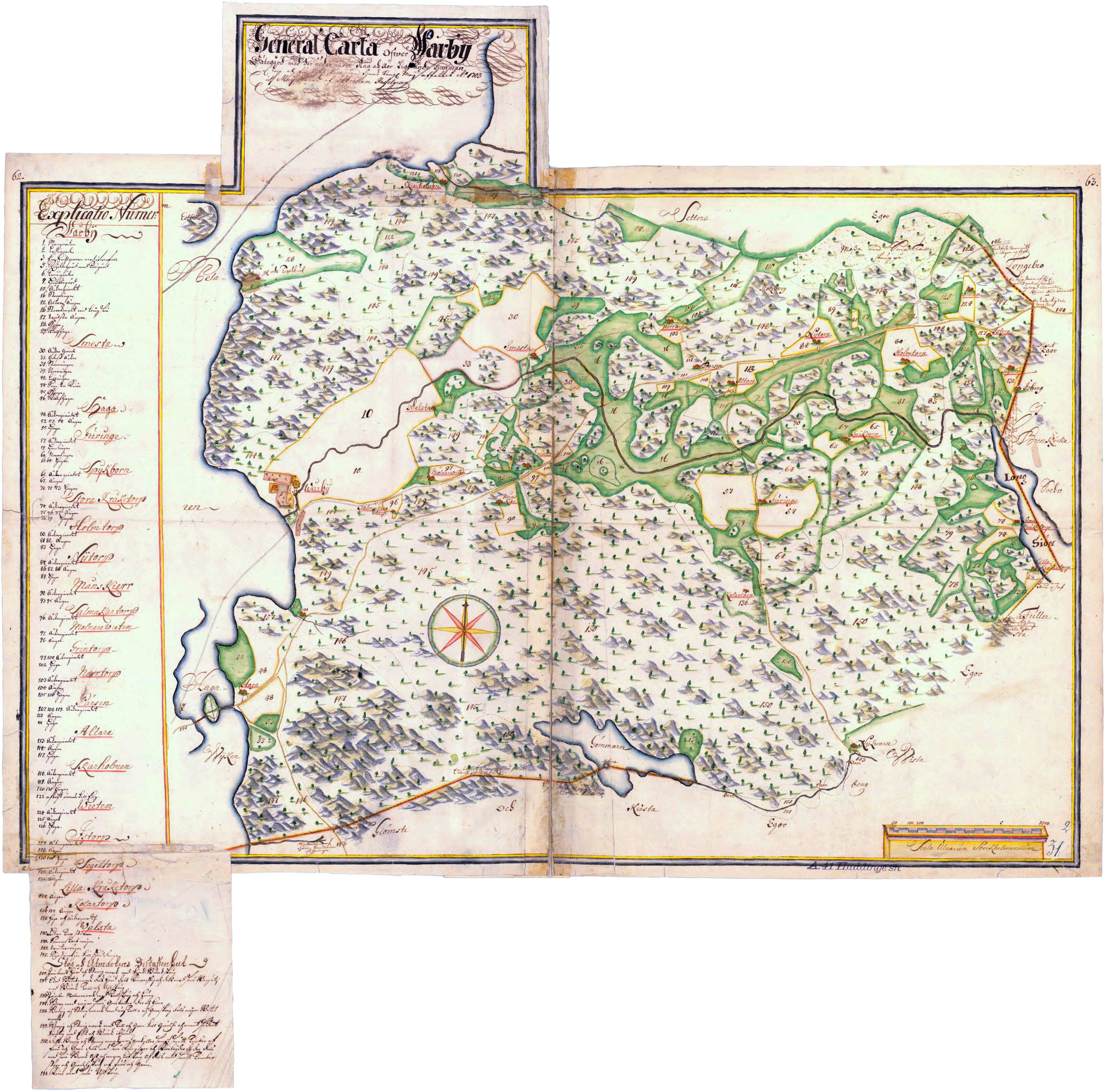
"General Carta öfwer Vårby säteri 1703".

Namnet Segeltorp härrör från gården Segerstorp och återfinns i husförhörslängderna från 1751 som dagsverkstorp under Vårby säteri. Om namnets ursprung och Segeltorps egentliga ålder råder delade meningar. Enligt en uppfattning härrör förleden Seger från sigh (sjuk), ett ålderdomligt uttryck för vattensjuk mark och sipprande vatten. Den siste torparen var Jan Ersson, född 1757, och hans hustru Maria Andersdotter, född 1755.
På kartografen Abraham Hesselgrens General Carta öfwer Vårby sätegård... från 1703 fanns flera torp vid sockengränsen mot Vårby, bland annat Altartorp, Lindvreten, Holmtorp, Måns kier och Istorp. Landsvägen till Södertälje (idag Gamla Södertäljevägen) samt Vårbybäcken genomkorsar området i öst-västlig riktning. Södertäljevägen färdigställdes år 1670, men enligt Årstafruns dagbok var det dåligt vid Segerstorp "sandigt och gnisslande". 
Söder om vägen låg dagsverkstorpet Spikborn, även det ortnamnet lever kvar idag i Spikbornsvägen och så kallas en plats vid ängen söder om Hagvägen. Tegelrester vid skogskanten påminner om att det funnits en bebyggelse. Här bodde 1630 torparen Tomas och hans hustru. Strax väster om Spikborn återfinns det ännu bevarade (men ombyggt) Altartorp med rötter från 1540-talet. Lite längre söderut ligger Kolartorp och Fullersta kvarn. Kolartorpet är känt sedan tidigt 1700-tal och har använts av Vårby gårds kolare. Senare har Kolartorp blivit ett soldattorp med beteckningen Ryttartorp No 2, 1820 var grenadjären I. Wårberg skriven på stället. Fullerstakvarnen var i bruk från 1689 till slutet av 1800-talet. 
Mitt i området ligger Juringe gård med mycket gamla anor och på 1700- och 1800-talen utgård till godset Wårby. Ett gravfält på platsen vittnar om bebyggelse redan under yngre järnålder. Namnet Juringe förekommer första gången år 1538. Helt säkra är inte ortnamnsforskare hur de skall tolka Juringe, men det mesta tyder på att det kommer från iur, ett gammalt ord för vildsvin. Själva "Gården Segeltorp" var belägen vid nuvarande Dalvägen 80-82. Den revs 1964 när radhusbebyggelsen uppstod i området (se även Segeltorpsvägen).
I början på 1900-talet började avstyckningen av tomter för villabebyggelse. I samband med detta ändras namnet "Segerstorp" till det nuvarande Segeltorp, som återfinns redan som gårdsnamn på General Carta öfwer Vårby sätegård... från 1703. För Segeltorp inrättades i Huddinge landskommun ett municipalsamhälle 1 januari 1924 som sedan upplöstes 1953. År 1947 gick alla municipen i Huddinge utom Segeltorp samman till en stormunicip. Att Segeltorp dröjde till 1953 berodde på försöken att bli inkorporerad i Stockholms stad vilket dock misslyckades. År 1952 bodde 2 850 personer i Segeltorp.
Runt Stockholm fanns 1944 ett femtiotal luftvärnsställningar med olika bestyckning (se även Stockholms fasta försvar). De kraftfullaste batterierna var bestyckade med 75 mm luftvärnskanoner, de minsta med 8 mm luftvärnskulsprutor. En av dessa anläggningar med tre pjäsplatser, skyttevärn och ammunitionsbunker fanns på kullen vid Malmvägen i norra delen av Segeltorp på gränsen till Stockholms kommun.
Under 1940-talets andra hälft fanns planer att dra en spårväg till Segeltorp. Det skulle bli en förlängning av Mälarhöjdsbanan och mark fanns reserverad längs Gamla Södertäljevägens norra sida. År 1972 aktualiserades igen frågan om bättre kollektivtrafik, när regionplan för Huddinge presenterades. Där framgick att tunnelbanan skulle förlängas från Fruängen till Segeltorps centrum och sedan dras vidare söderut till området för Kolartorp och vidare till Lövdalen (Snättringe) alternativt till Kungens kurva. 1985 utredde Huddinge stadsbyggnadskontor ytterligare ett förslag med en förlängd tunnelbana till Kolartorp och Lövdalen. I Kolartorp och Lövdalen skulle tätbebyggda bostadsområden uppföras. Inget realiserades.

### Historiska kartor

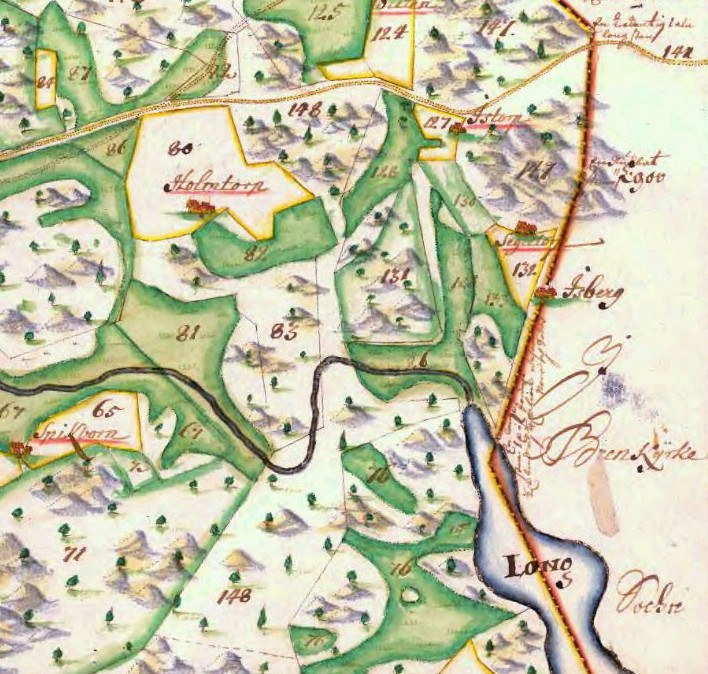
Segeltorp med omgivning, 1703
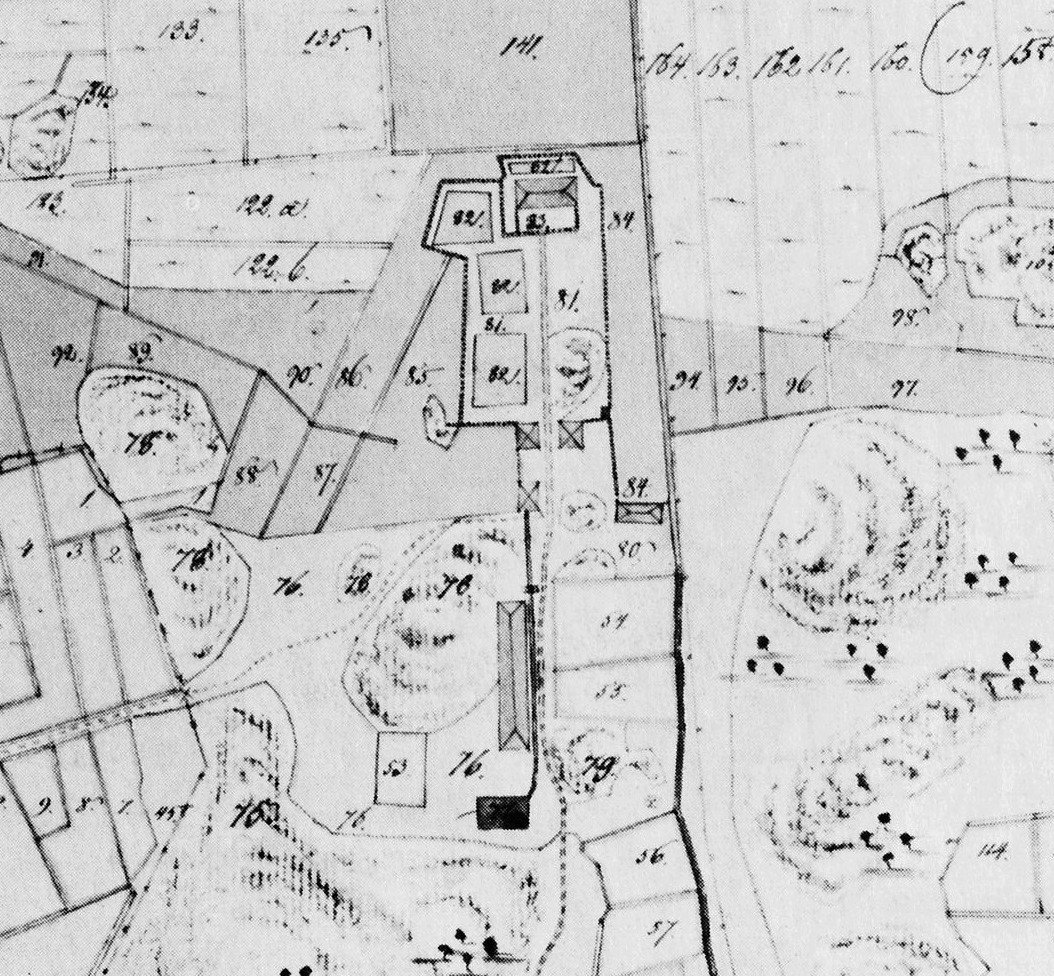
Segeltorps gård, 1846
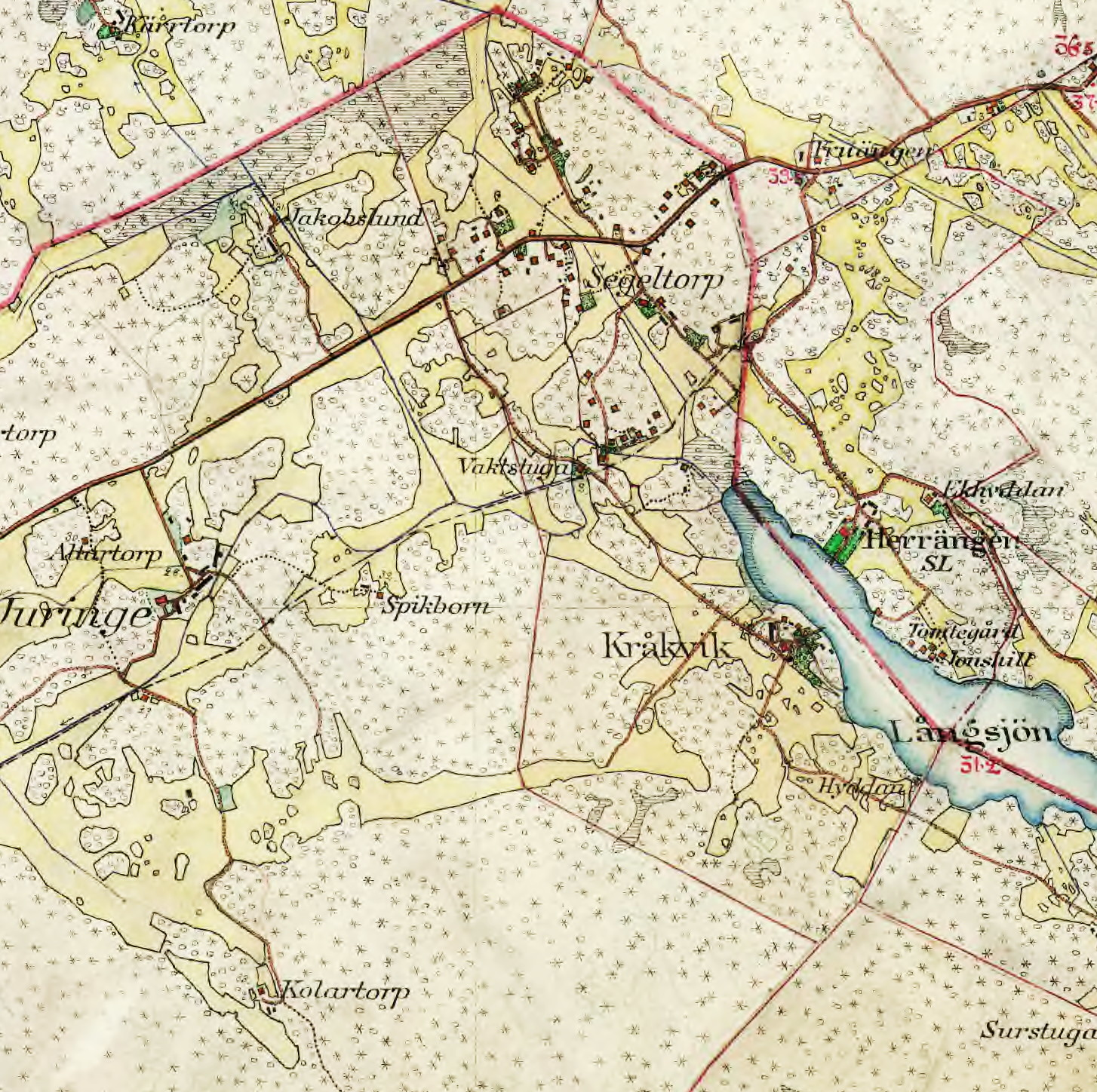
Segeltorp med omgivning, 1901
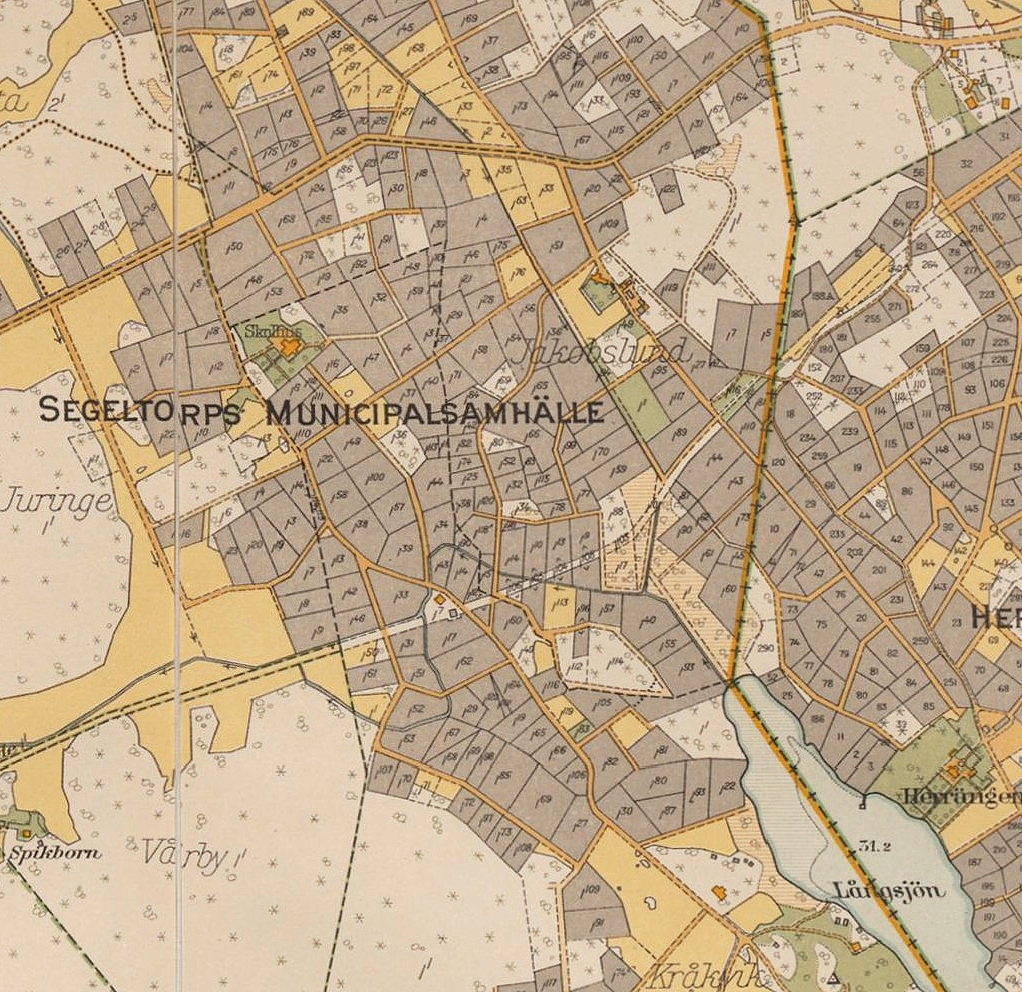
Segeltorps municipalsamhälle

### Historiska bilder

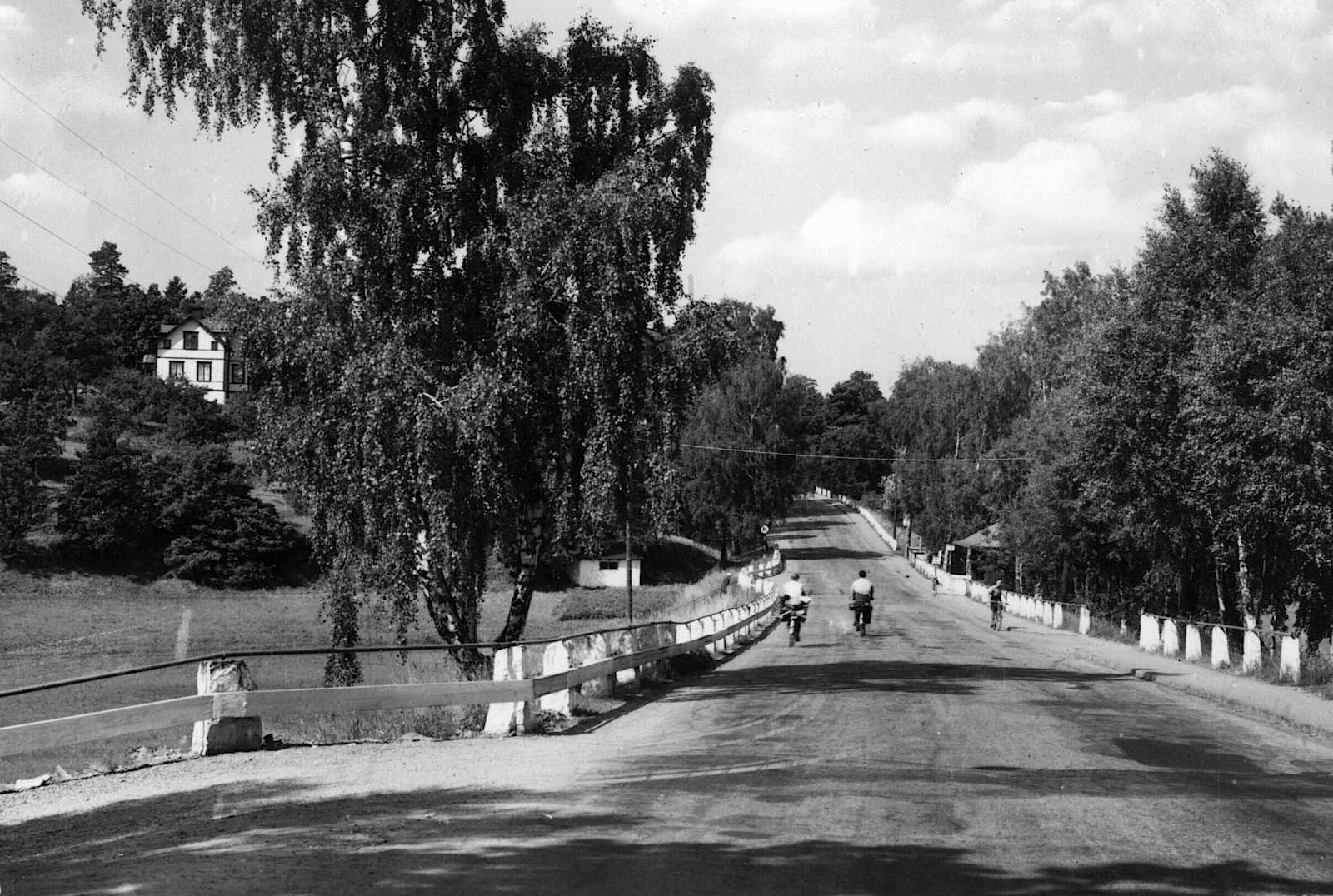
Gamla Södertäljevägen nordost om Häradsvägen, vy mot väst, 1940-tal
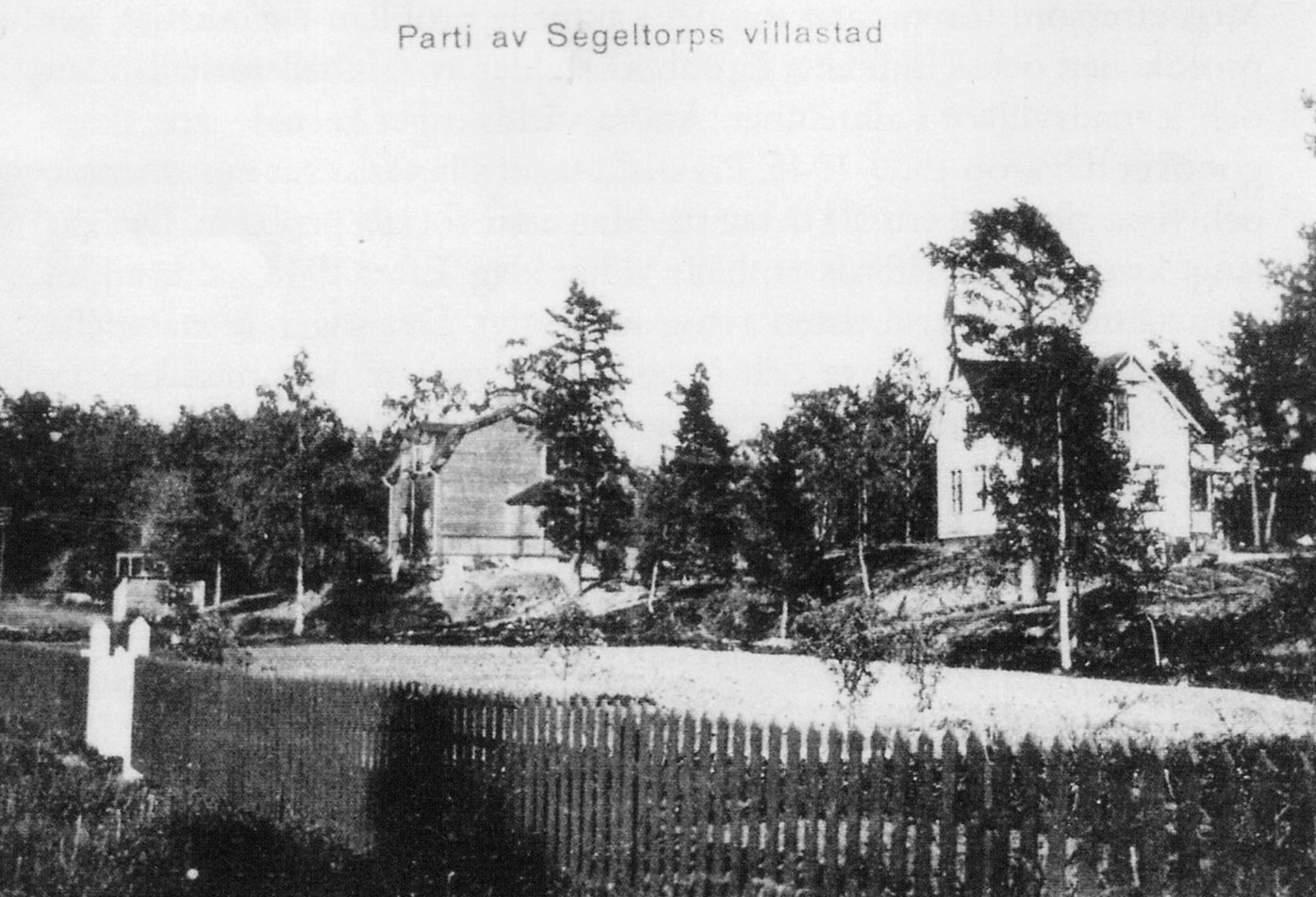
"Parti av Segeltorps villastad" med Segeltorps gård, 1920-tal
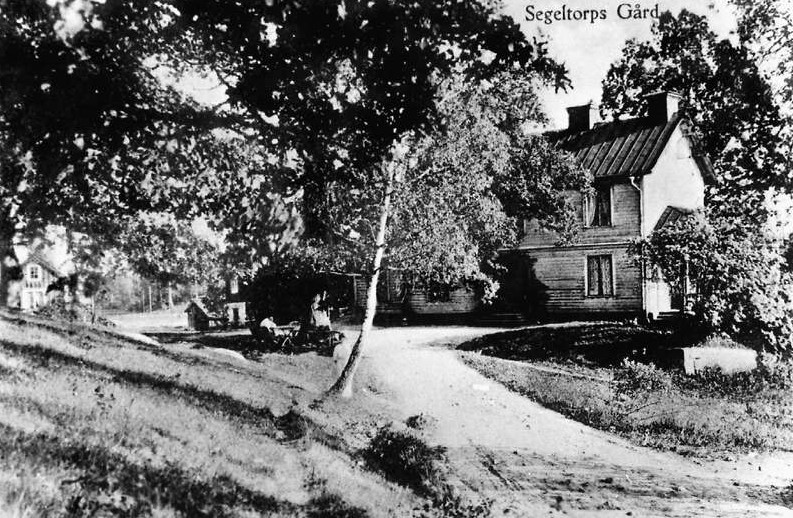
Segeltorps gård ca 1910, gården låg vid nuvarande Dalvägen 80-82
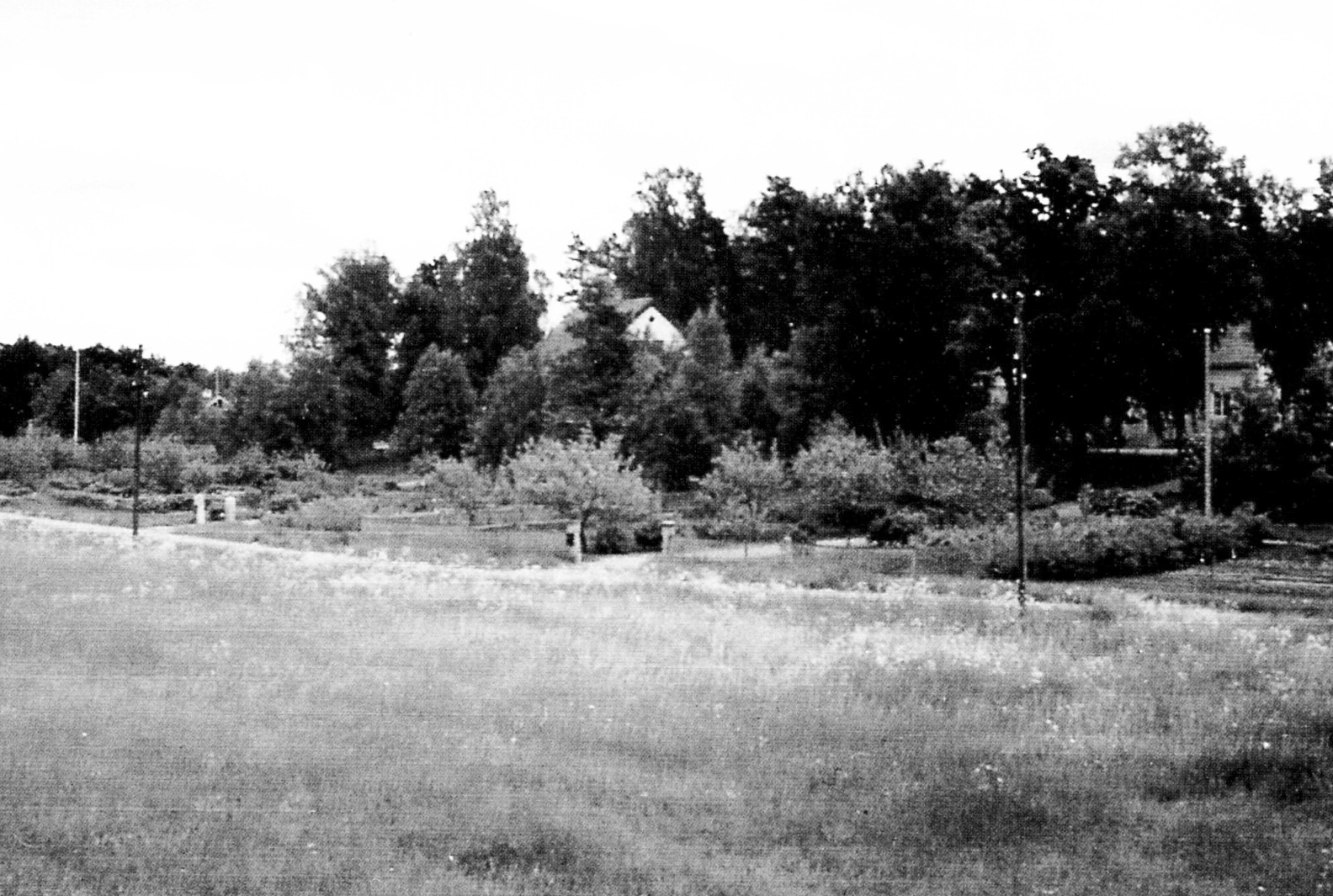
Vy över Slåttervägen från Gamla Södertäljevägen, 1950-tal

## Bebyggelsen och aktiviteter

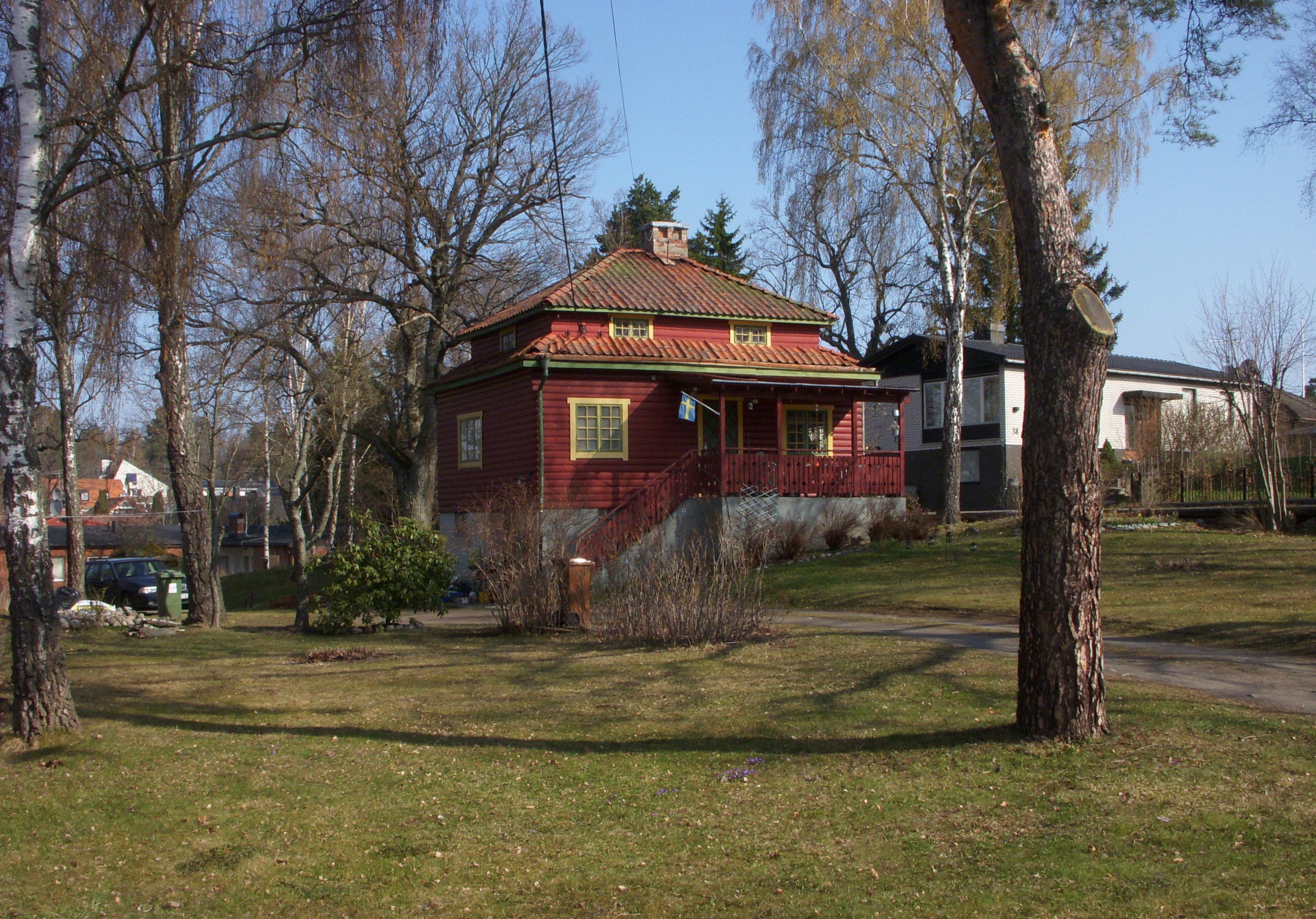
Äldre villa från 1929 vid Kapellvägen.

Bebyggelsen ingår, liksom huvuddelen av bebyggelsen inom Huddinge kommun, i tätorten Stockholm. Området ligger mellan stadsdelarna Fruängen och Skärholmen i Stockholms kommun och Snättringe i Huddinge kommun. I norr begränsas Segeltorp av Långsjön. Bebyggelsen utgörs till största del av villor och radhus, men i mitten av 1990-talet byggdes ett bostadsområde med lägenheter vid Skansberget.
I Segeltorps centrum finns vårdcentral, en restaurang, tobaksbutik, konditori, gym och frisör. Tidigare fanns där även Post, Svensk Kassaservice, Konsum- samt senare en Netto-butik, allt är nedlagt nu. Vid Häradsvägen, nära E4/E20 ligger  Postens Paketterminal där paket sorteras och slussas ut i Sverige. Sedan 2004 är Gamla Södertäljevägen avstängd för genomfartstrafik, trafiken leds nu via Smista allé. Längs med Smista Allé har ett antal bilaffärer med huvudsakligen premiummärken etablerat sig under 2000-talet, såsom BMW, Mercedes, Audi och Porsche. Vid Gamla Södertäljevägen finns även "finsmakarens trädgård", Zetas, och lite längre bort, vid Långsjöns södra strand Långsjöns äldreboende.
Vid Långängen befinner sig Långängens gård med häststall och ridhus, där bland annat Juringe Ridsällskap har sitt hemvist och sedan hösten 2007 även ishallen Segeltorpshallen. I anslutning till Segeltorpshallen anlades 2010 Segeltorps IP. I skogsområdet söder om Långängen finns ett elljusspår, en bågskyttebana och många vandringsleder som leder ända bort till sjön Gömmaren. Segeltorps IF har aktiviteter inom fotboll, innebandy, ishockey och ringette. Särskilt framgångsrik är klubben inom damernas ishockey, där Segeltorps IF 2008 för första gången blev svenska mästare efter att ha besegrat AIK med 5-2.

## Skolor

### Segeltorpsskolan

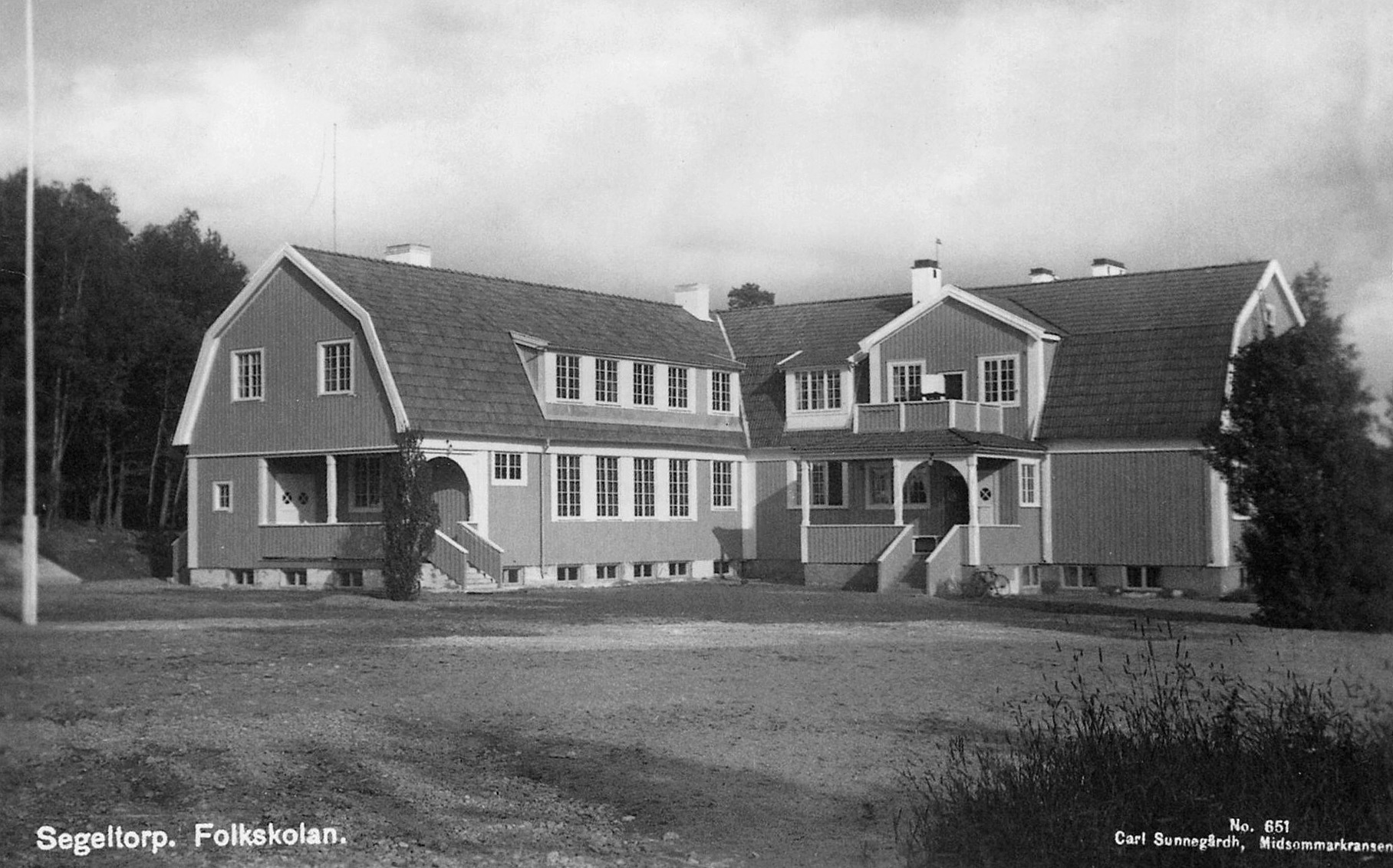
Segeltorps folkskola 1927.

Segeltorpsskolan ligger vid Häradsvägen intill Segeltorps centrum. Det första skolhuset byggdes 1917. Innan dess fick segeltorpsbarnen gå till Vårby skola (skola 1901–1942). Nästa skolhus (i gult fasadtegel mot Chronans väg) uppfördes 1951-1952 och byggdes ihop med gamla skolan. På 1970-talet brann den gamla skolan ner och ersattes då av ytterligare byggnader. Skolan byggdes om och till under de påföljande åren. Efter att ha klarat sig hjälpligt med provisoriska skolpaviljonger under flera år beviljade kommunen 2007 medel på 206 miljoner kronor för till- och ombyggnad av skolan. Mellan 2008 och 2010 genomfördes en större tillbyggnad efter ritningar av Sollevi Arkitektstudio. Den 28 augusti 2010 invigs nya Segeltopsskolan. Byggherre var Huge Fastigheter och entreprenör NCC. Liksom tidigare finns Segeltorps bibliotek inom skolbyggnaden, men numera i den nya delen son kallas "Bågen".

### Skansbergsskolan
Skansbergsskolan ligger vid Värnvägen 27 och är Segeltorps andra skola som startade sin verksamhet till höstterminen 2014. Skansbergsskolan har sitt namn efter den närbelägna fornborgen Skansberg. Från och med 2018 består skolan av 4 klasser i åk F-3. På skolan går idag (2022) omkring 100 elever. Från och med augusti 2022 ingår Skansbergsskolan i Segeltorps rektorsområde tillsammans med Långsjöskolan och Segeltorpsskolan.

### Långsjöskolan
Långsjöskolan är Segeltorps nyaste och tredje grundskola som invigdes till höstterminen 2022. Namnet härrör från närbelägna Långsjön. Skolhuset uppfördes på ett tidigare skogsområde intill förskolorna Lövsångaren och Trädgårdssångaren. Skolan har plats för cirka 360 elever från förskoleklass till årskurs tre och ritades av Tyréns arkitekter i tidigt skede medan danska Arkitema Architects tog över den senare projekteringen. Byggherre var Huddinge Samhällsfastigheter.

### Innovitaskolan Segeltorp
Innovitaskolan Segeltorp (tidigare Juringe skola) är en fristående skola med integrerad förskola. Skolan har årskurserna F-5 och drivs av Academedia. Skolhuset uppfördes 2002 på Juringe gårds tidigare hagmark. Gårdens gamla huvudbyggnad revs år 2001 och ersattes med en ny byggnad med ett utseende liknande den gamla huvudbyggnaden och innehåller skolans förskola Pysslingen. Även det gamla stallet revs och på dess plats uppfördes en ny byggnad med skolans matsal och idrottshall.

### Bilder (skolor)

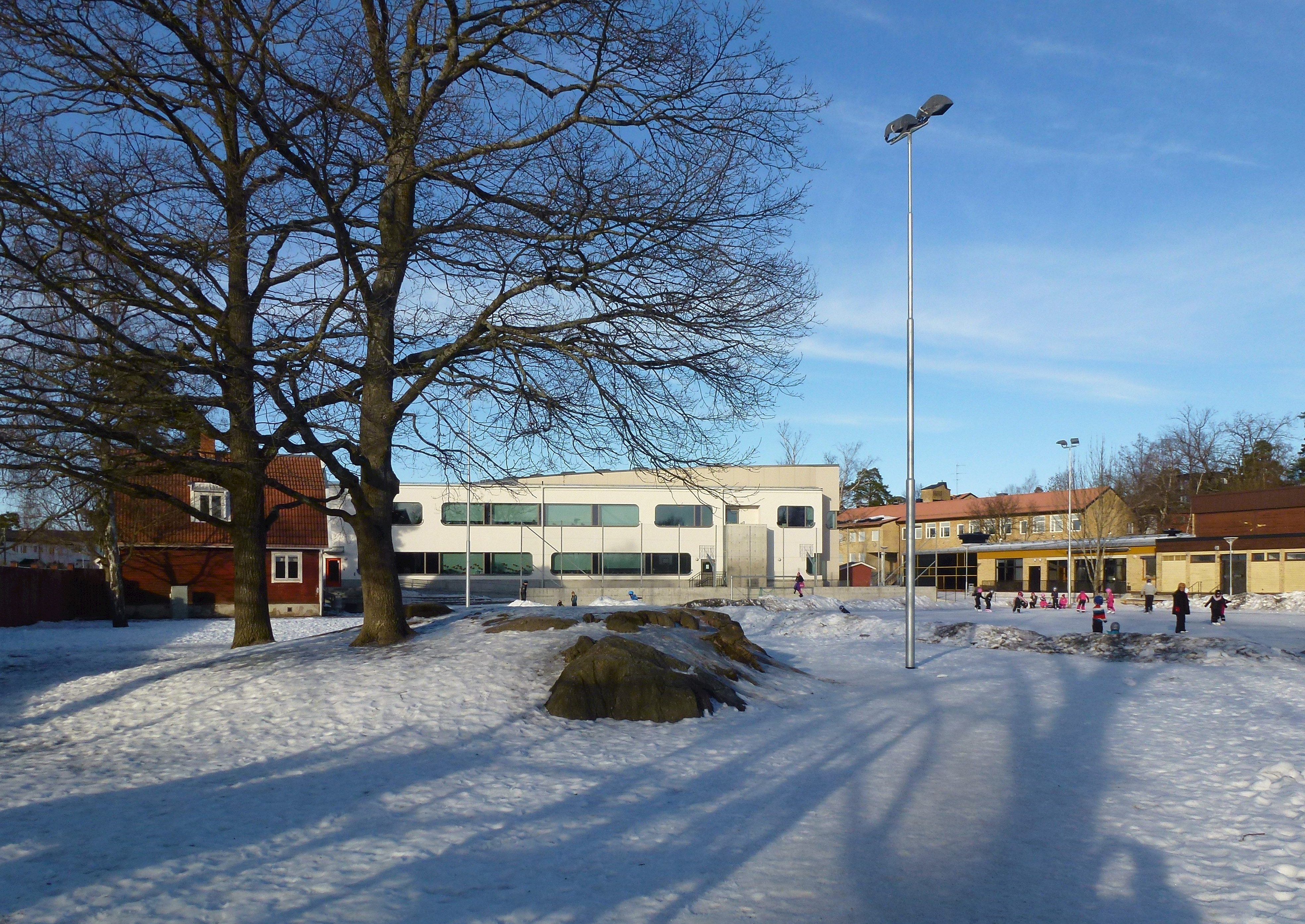
Segeltorpsskolan.
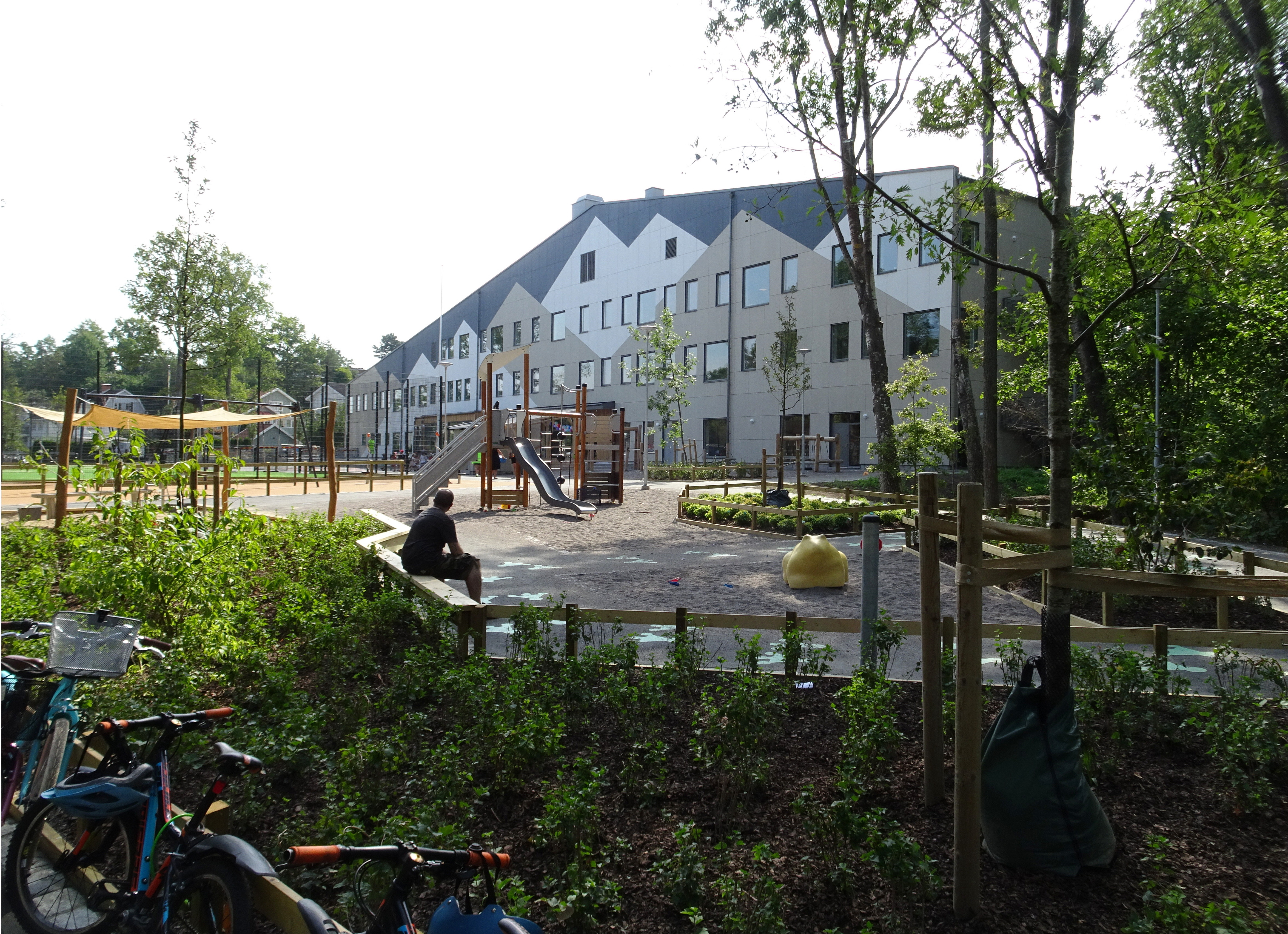
Långsjöskolan.
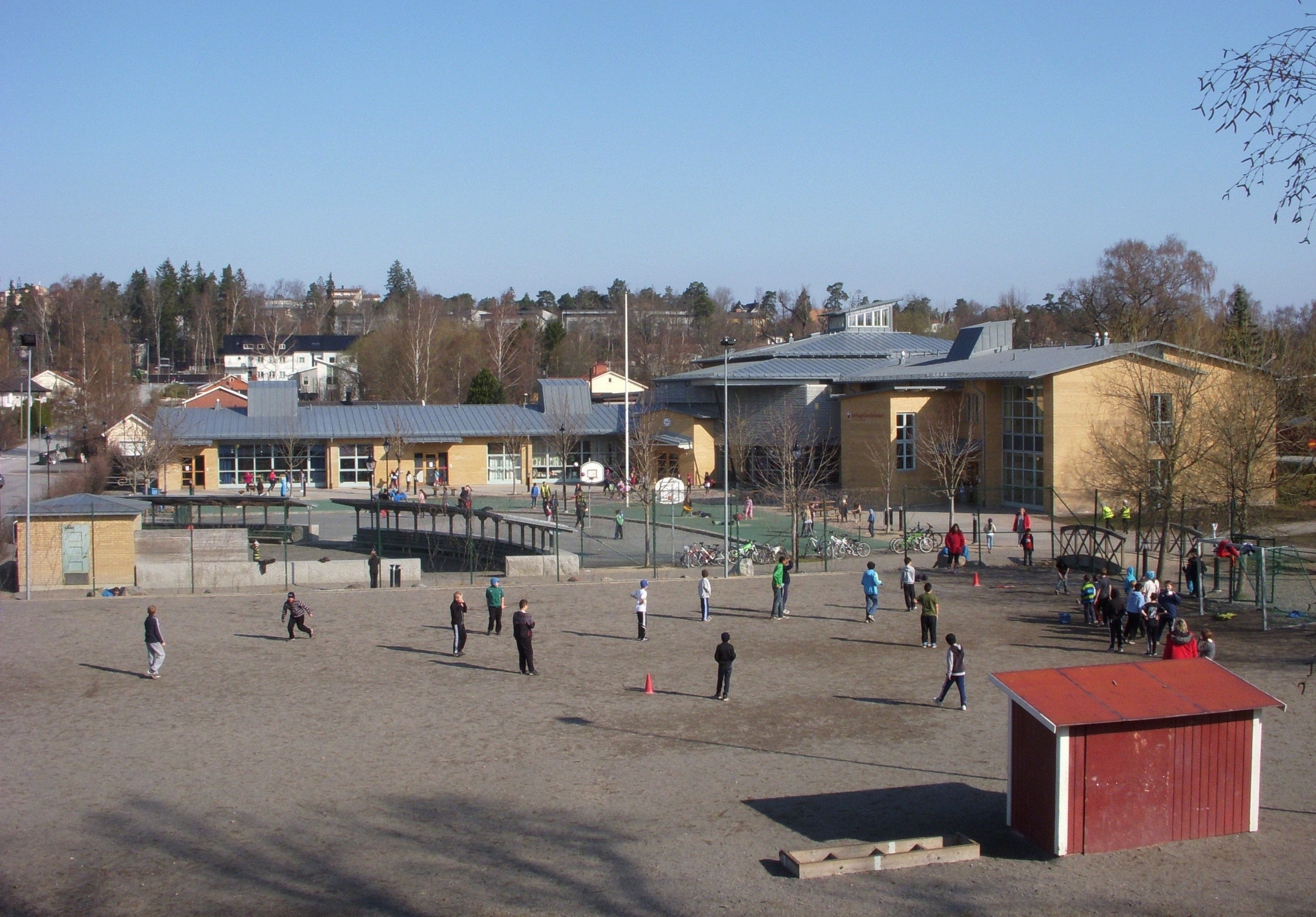
Innovitaskolan (f.d. Juringe skola).
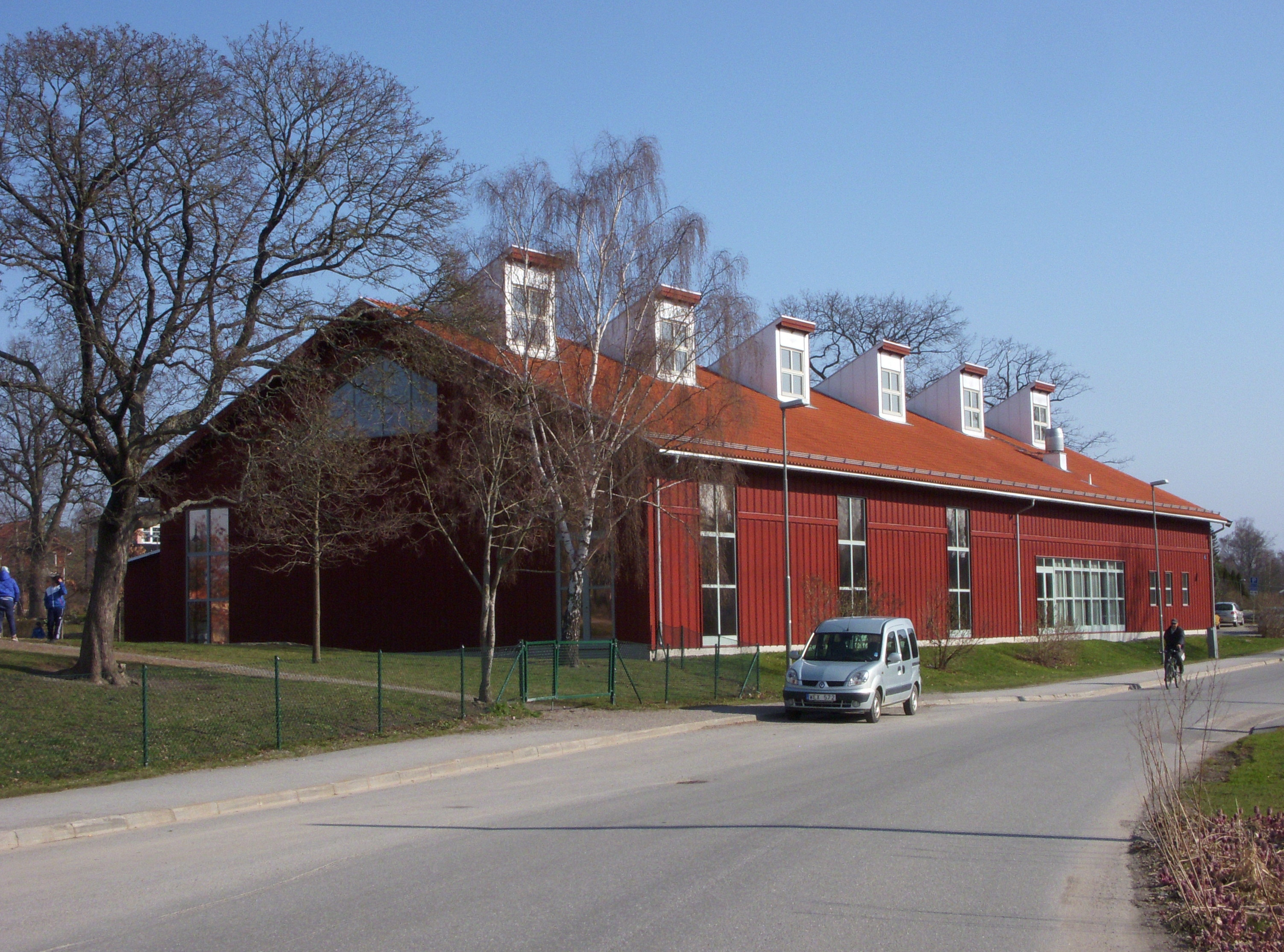
Innovitaskolans matsal och idrottshall.

## Naturskyddade ekar

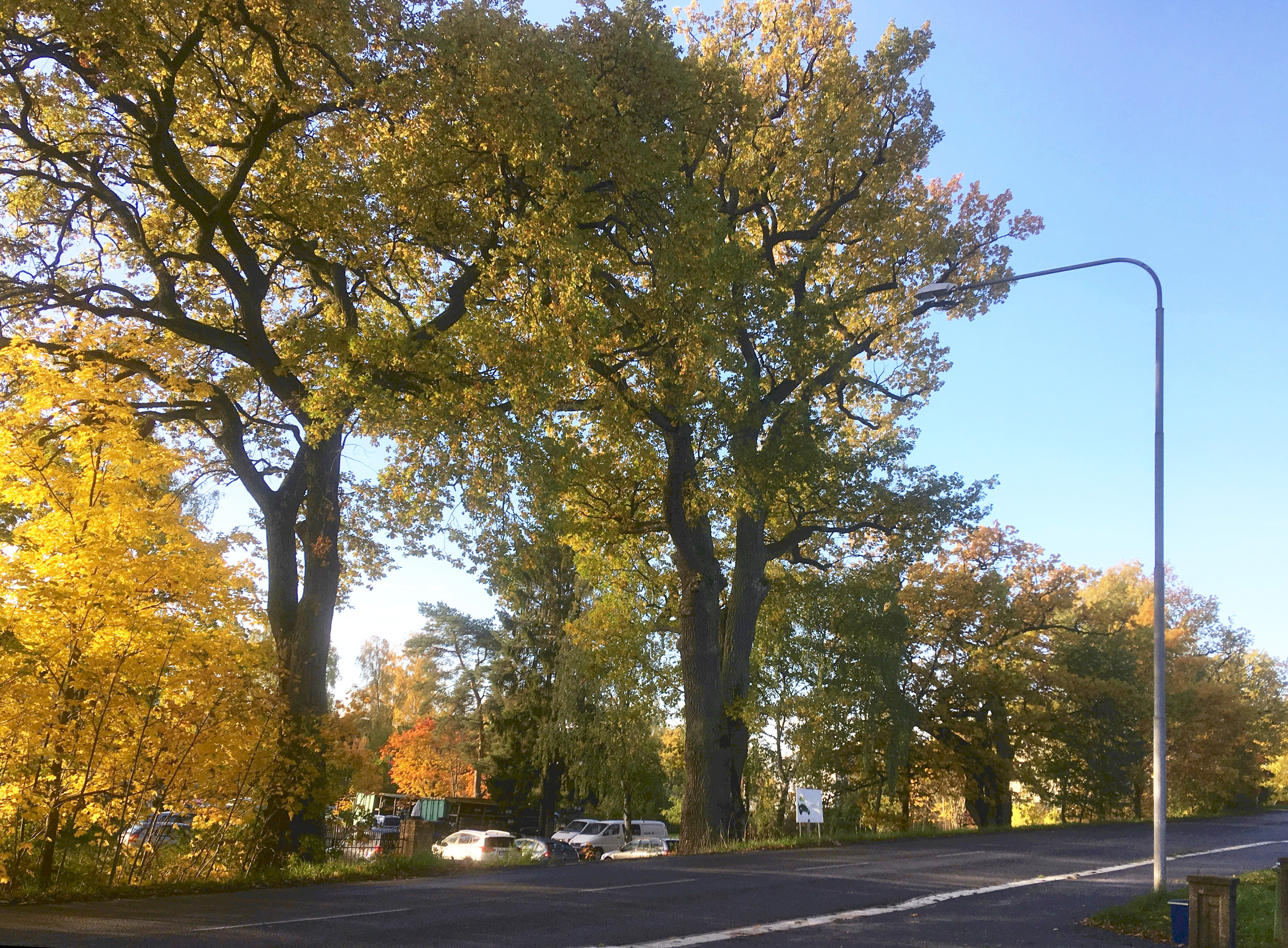
Den naturskyddade eken (t.h.) i höjd med Gamla Södertäljevägen 175.

I Segeltorp fanns 2005 fem av kommunens tio naturskyddade ekar:
- En ek vid Gamla Södertäljevägen 175 (beslutsdatum 1957) stamomkrets 595 centimeter.
- Tre ekar i rad vid Gamla Södertäljevägen / Dalvägen (beslutsdatum 1960) stamomkrets 445, 400, 360 centimeter.
- En ek vid Dalvägen 78 där Segeltorps gård låg en gång i tiden (beslutsdatum 1961) stamomkrets 464 centimeter.

## Områden och byggnader (urval)
I alfabetisk ordning.
- Altartorp - enligt folklig tradition fanns här en böneplats.
- Gamla Södertäljevägen - en vägförbindelse med gamla anor.
- Gömmaren - gränssjö mot sydväst.
- Gömmarens naturreservat - naturreservat kring Gömmaren.
- Juringe gård - kulturhistoriskt område med torp och magasin
- Kolartorp - fungerade som rusthåll i livkompaniet av Livregementets Dragoner.
- Långsjön - gränssjö mot Stockholm.
- Segeltorps industriområde - ett mindre industriområde med bebyggelse från 1960- och 1970-talen.
- Segeltorps kyrka - en modern kyrkobyggnad med klockstapel.
- Segeltorpsvägen - en lokalgata i stadsdelen Älvsjö (stadsdelsområde Herrängen) och kommundelen Segeltorp.
- Skansberget - fornborg från 500-talet e.Kr.
- Smista allé - med företagsområdet Smista park, känd som "bilklustret Smista allé".
- Vattenvaktarstugan -  personalbostad för vattenledningsvakten vid Häradsvägen.
- Zetas - en populär handelsträdgård vid Gamla Södertäljevägen.

### Bilder, byggnader och anläggningar

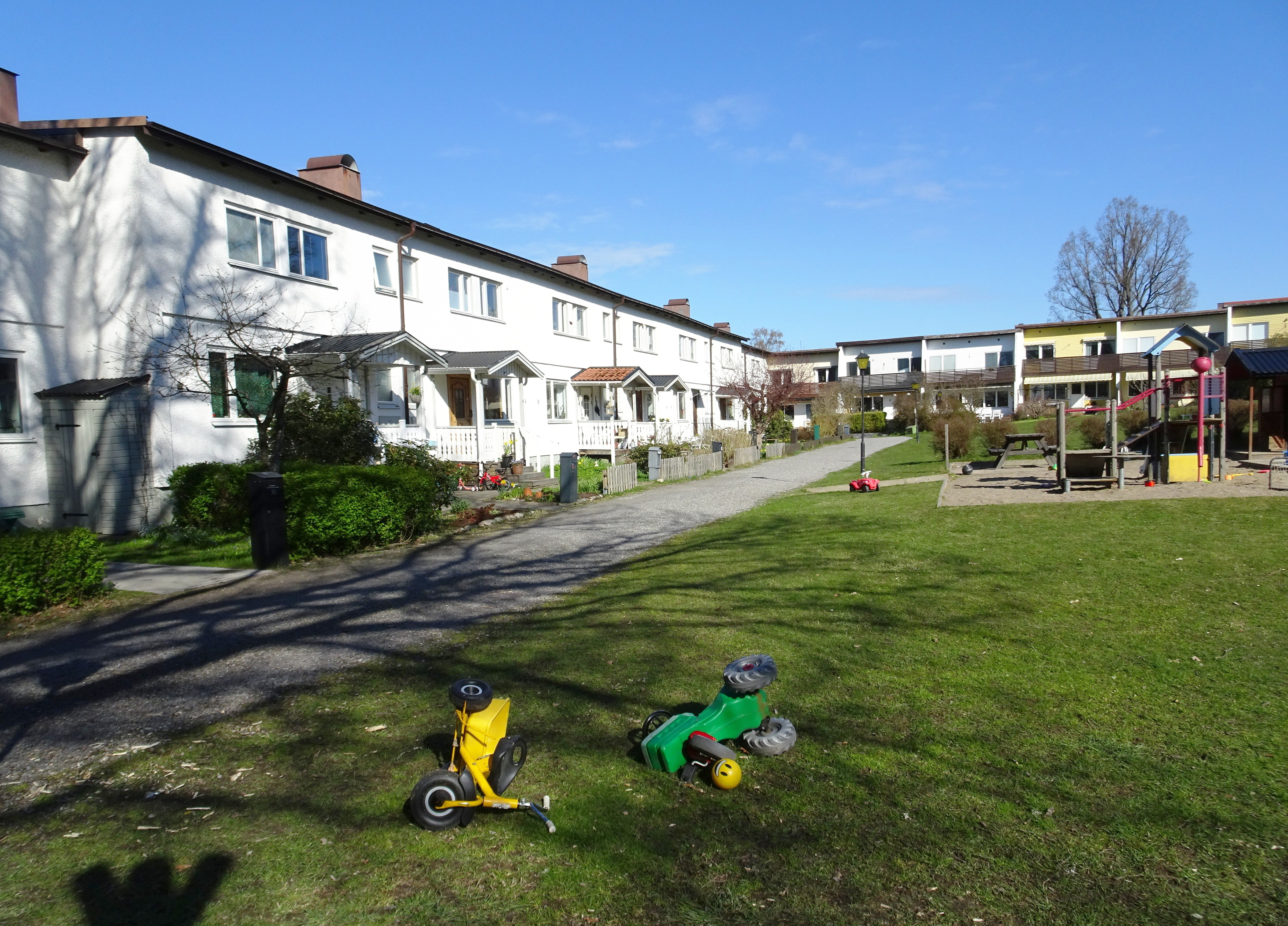
Jakobslundsvägens radhusområde.
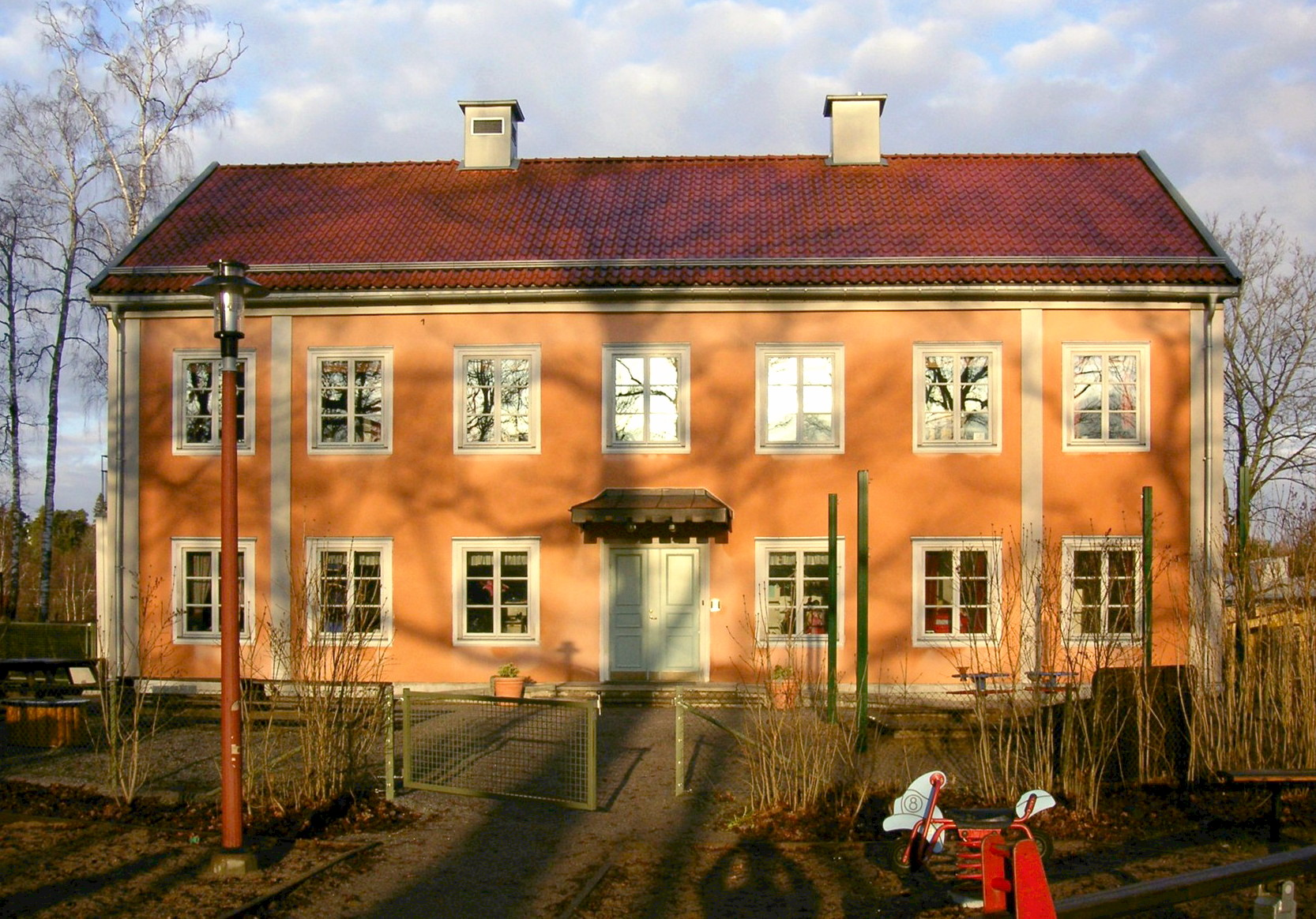
Nya Juringe gård, huvudbyggnad (nu förskola).
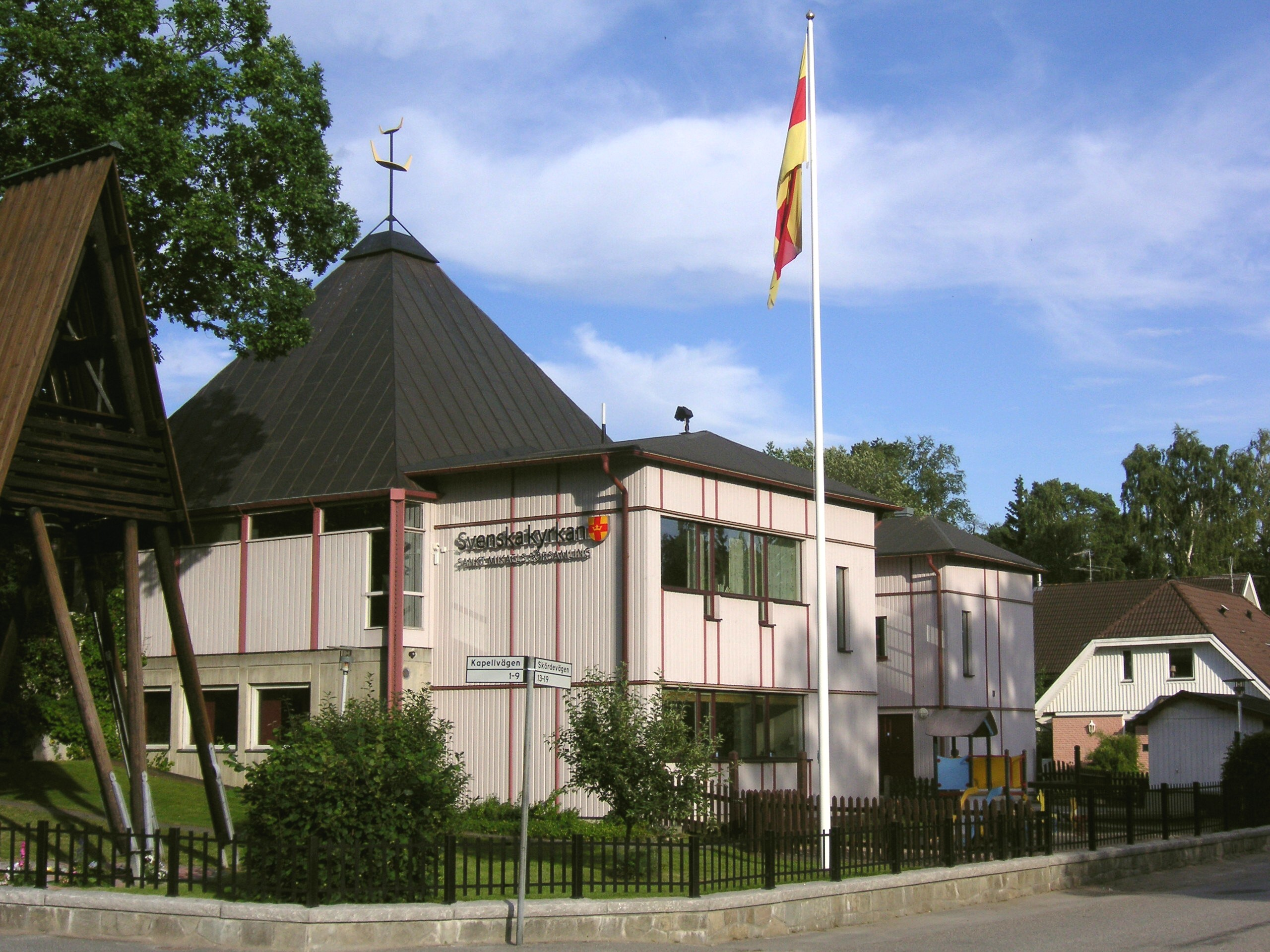
Segeltorps kyrka.
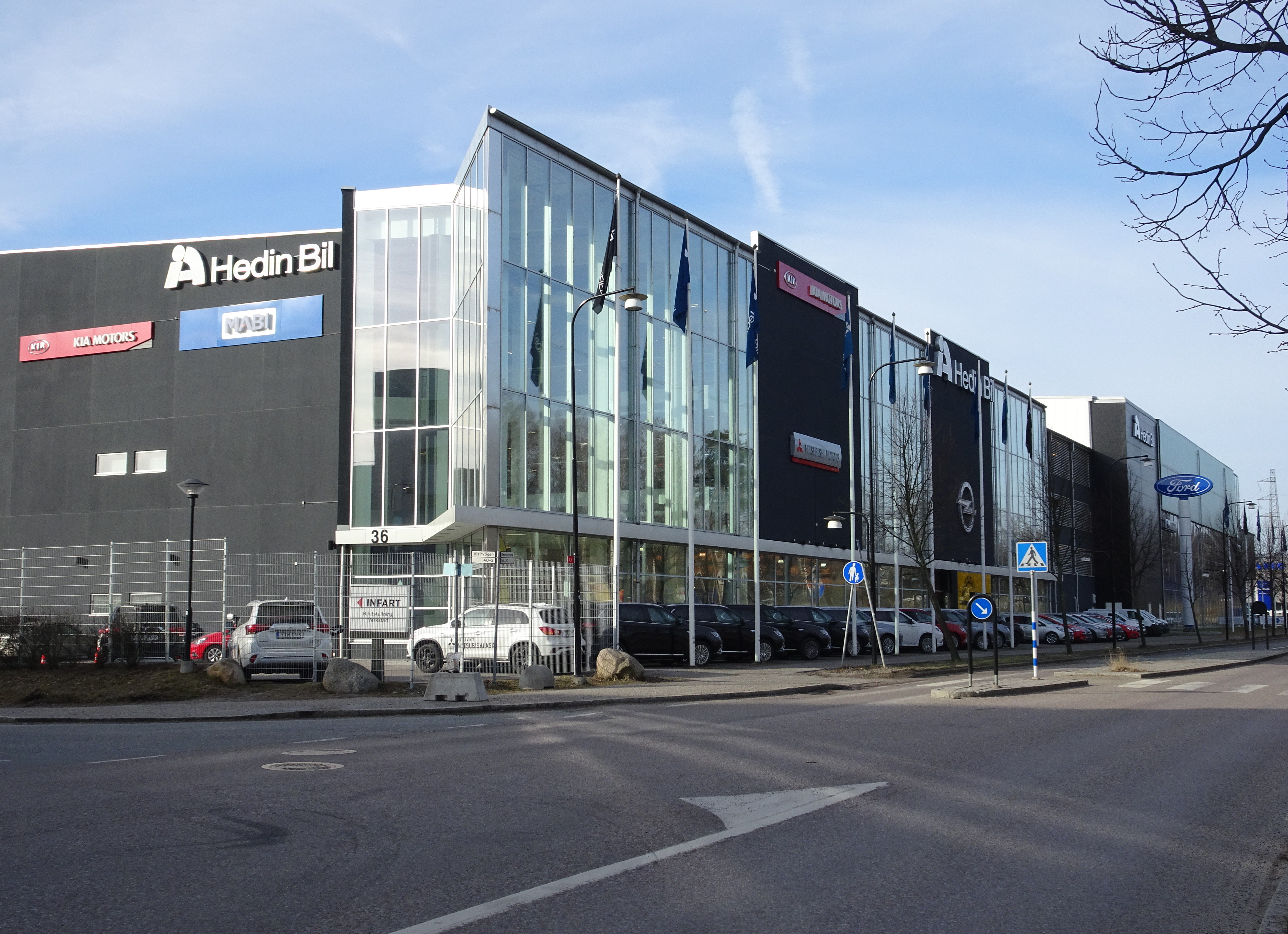
Hedin bil vid Smista allé.
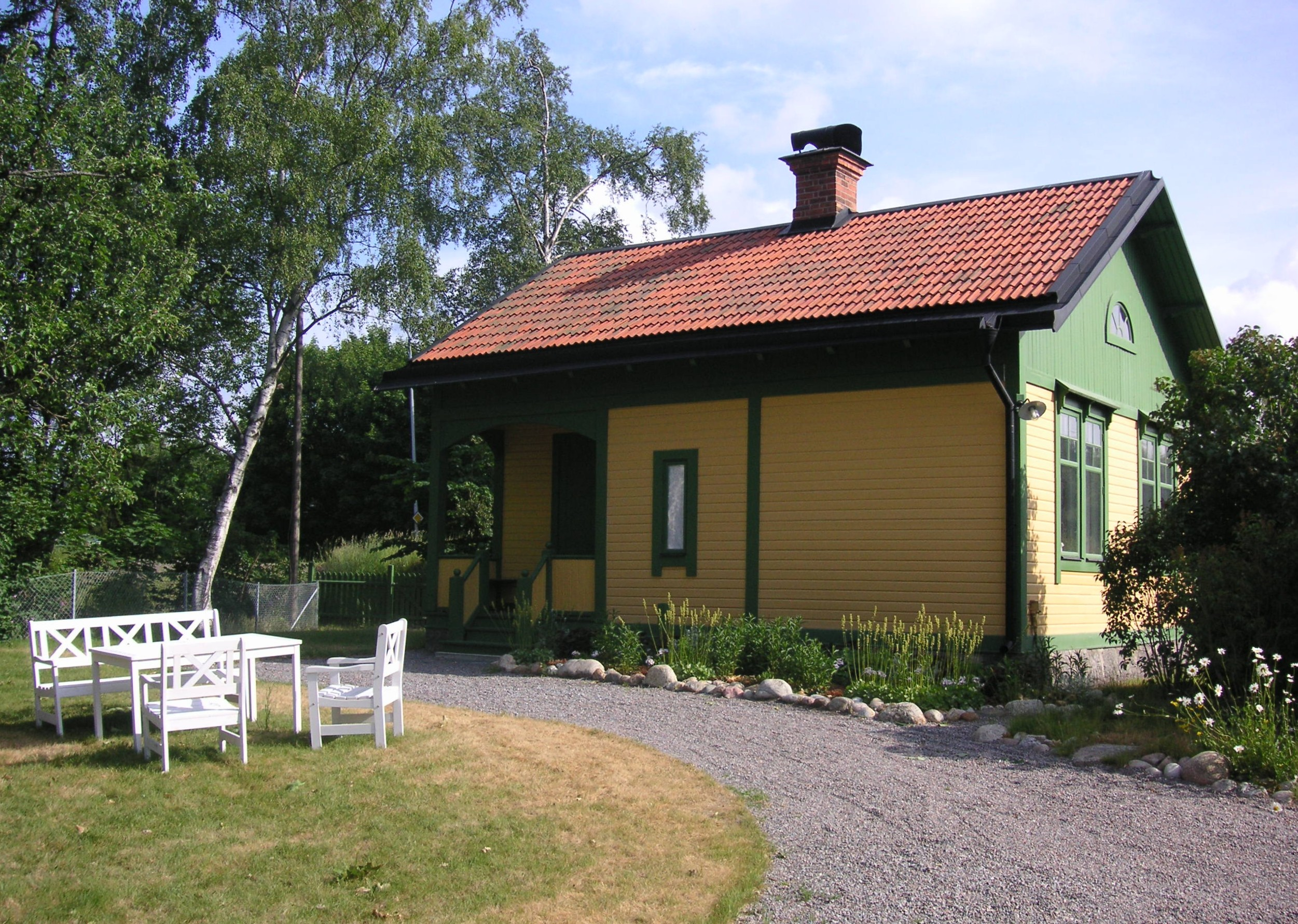
Före detta Vattenvaktarstugan.
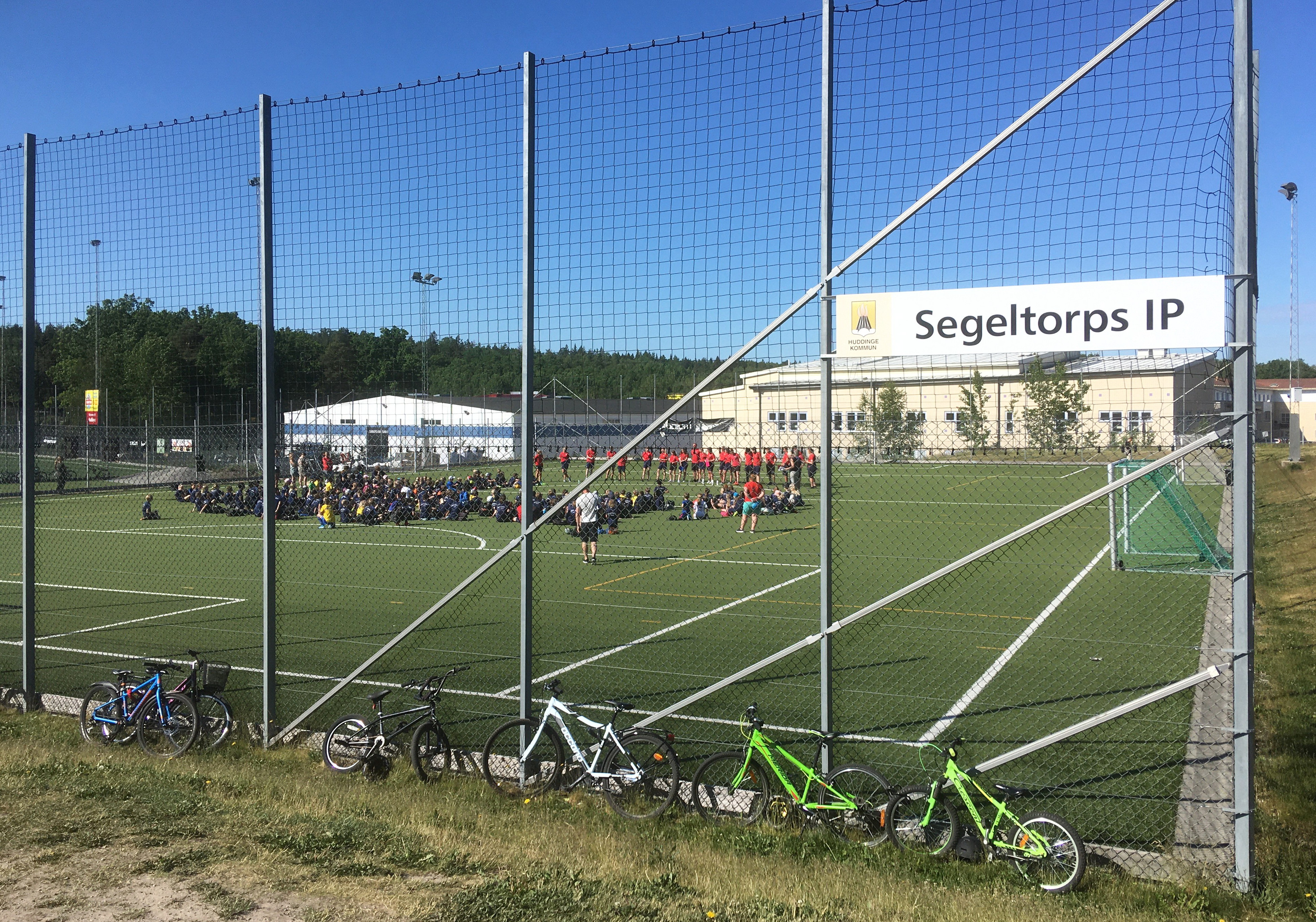
Segeltorps IP.
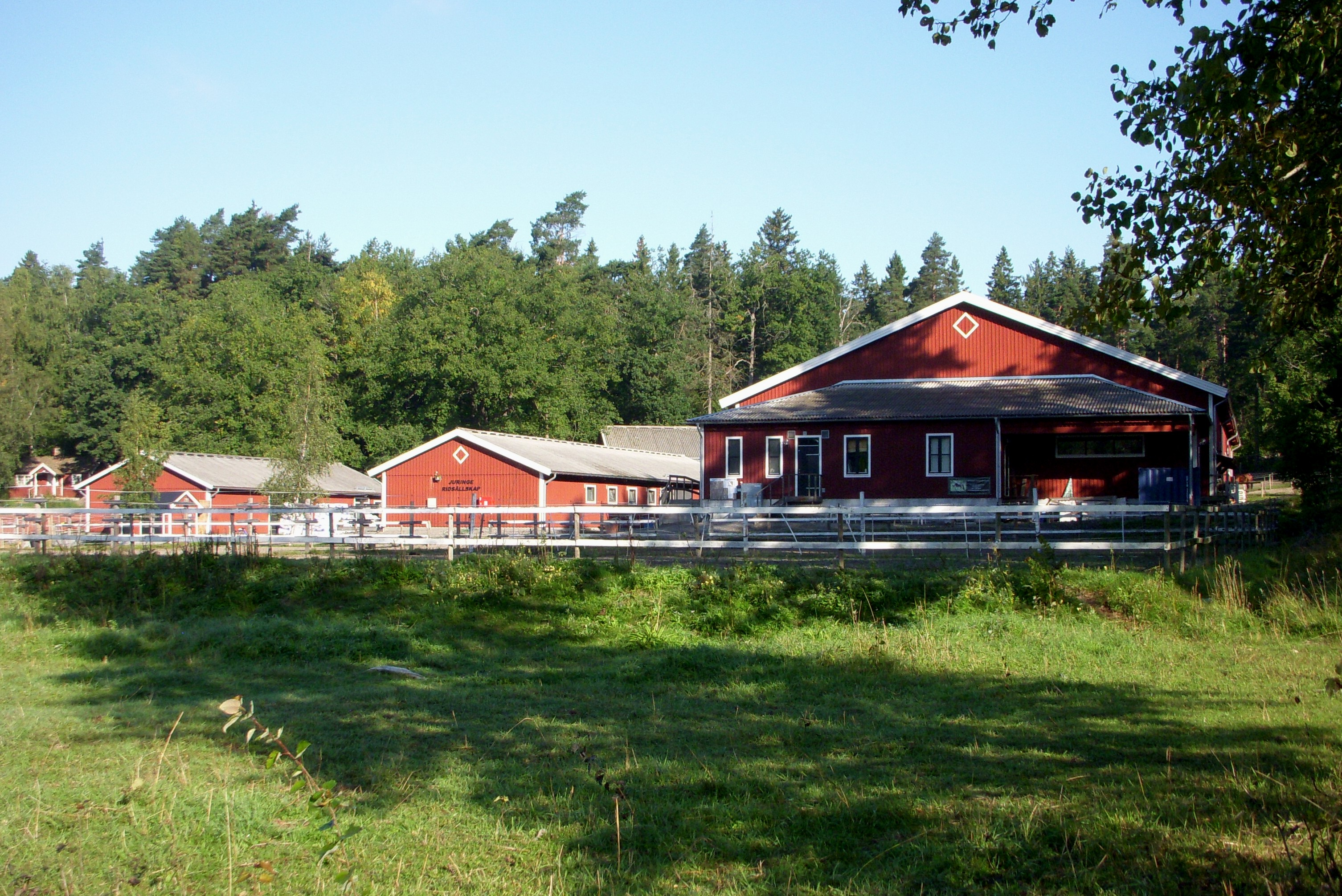
Juringe ridsällskaps stall.
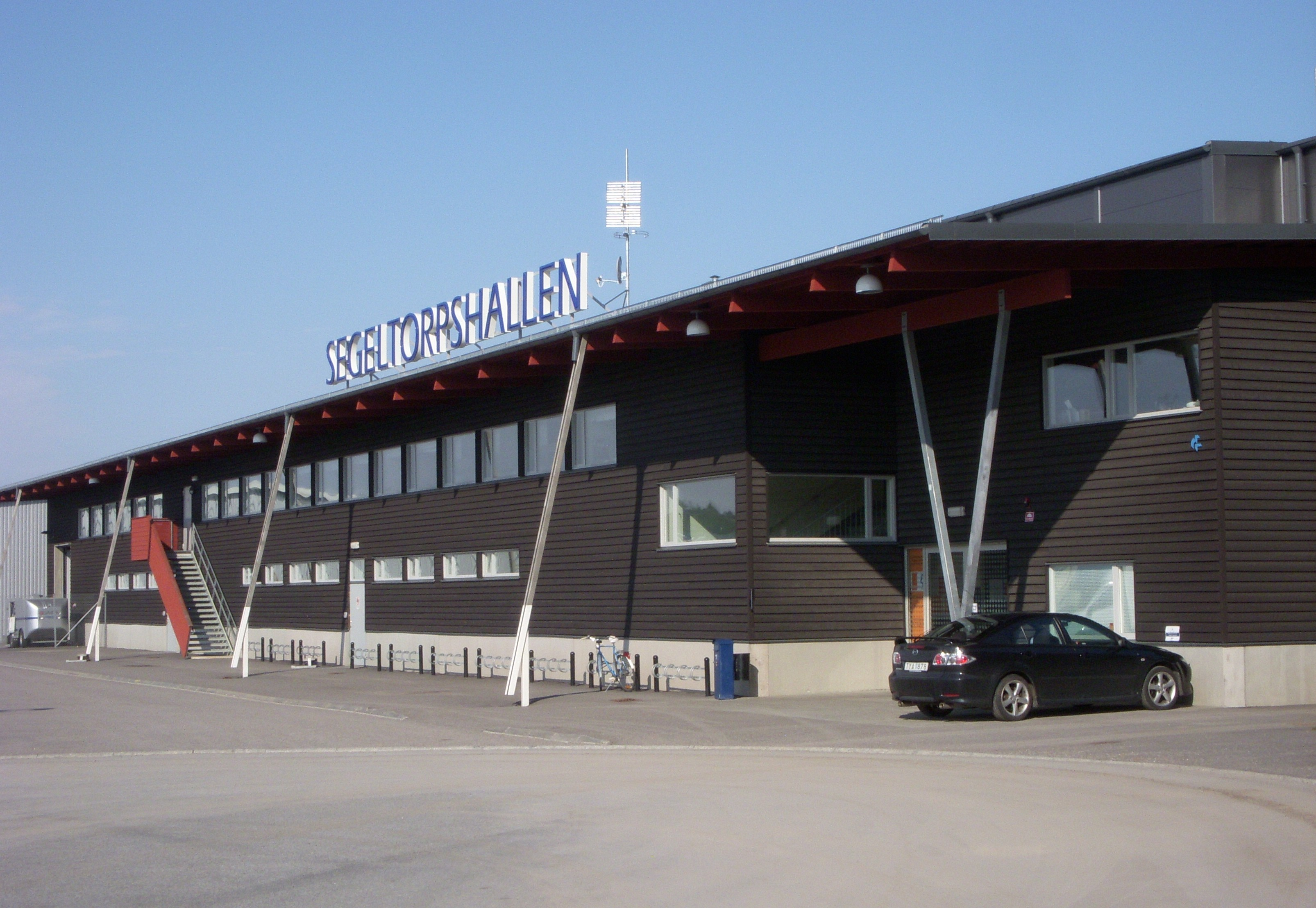
Segeltorpshallen 2012.

## Bilder, natur

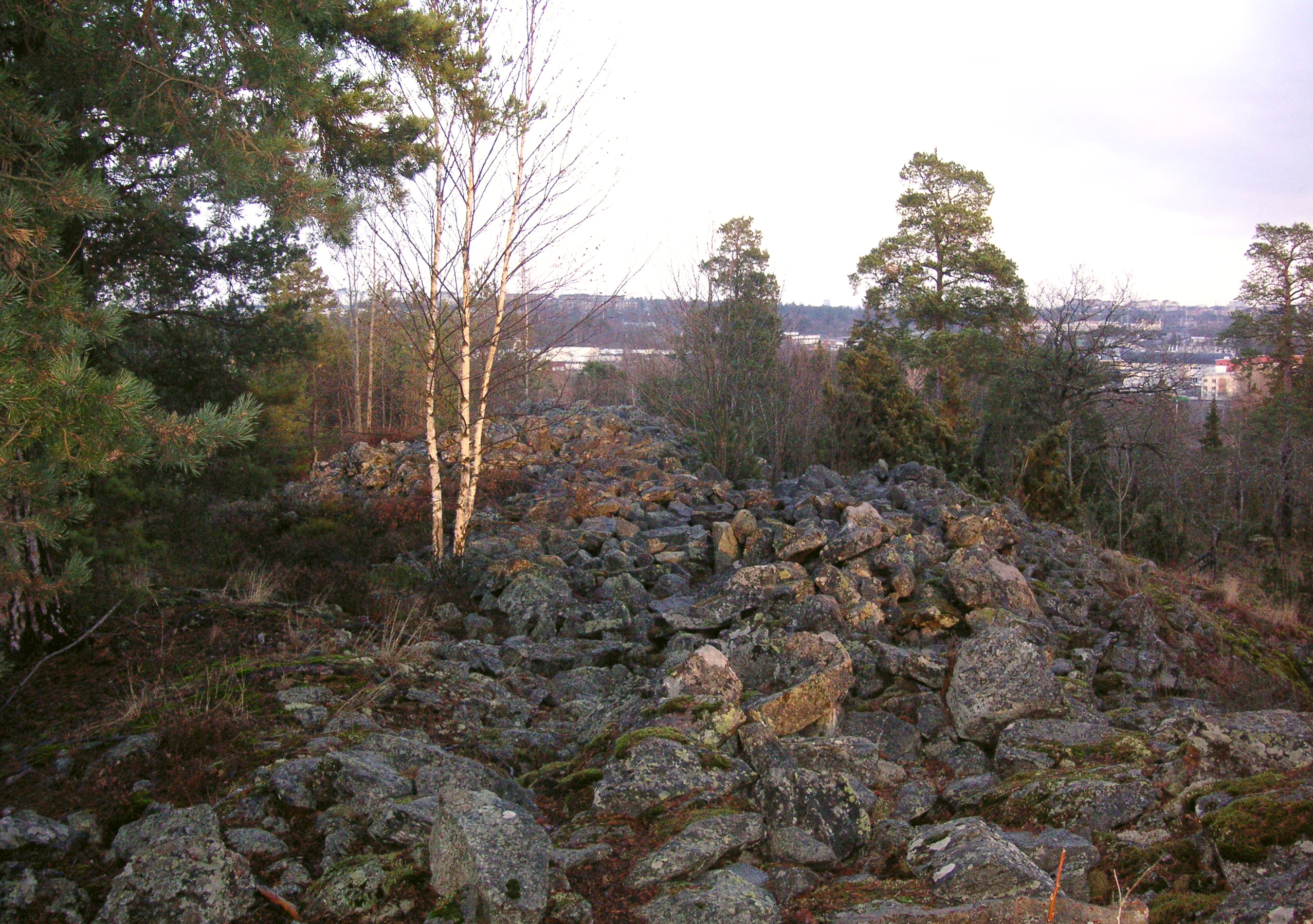
Skansberget
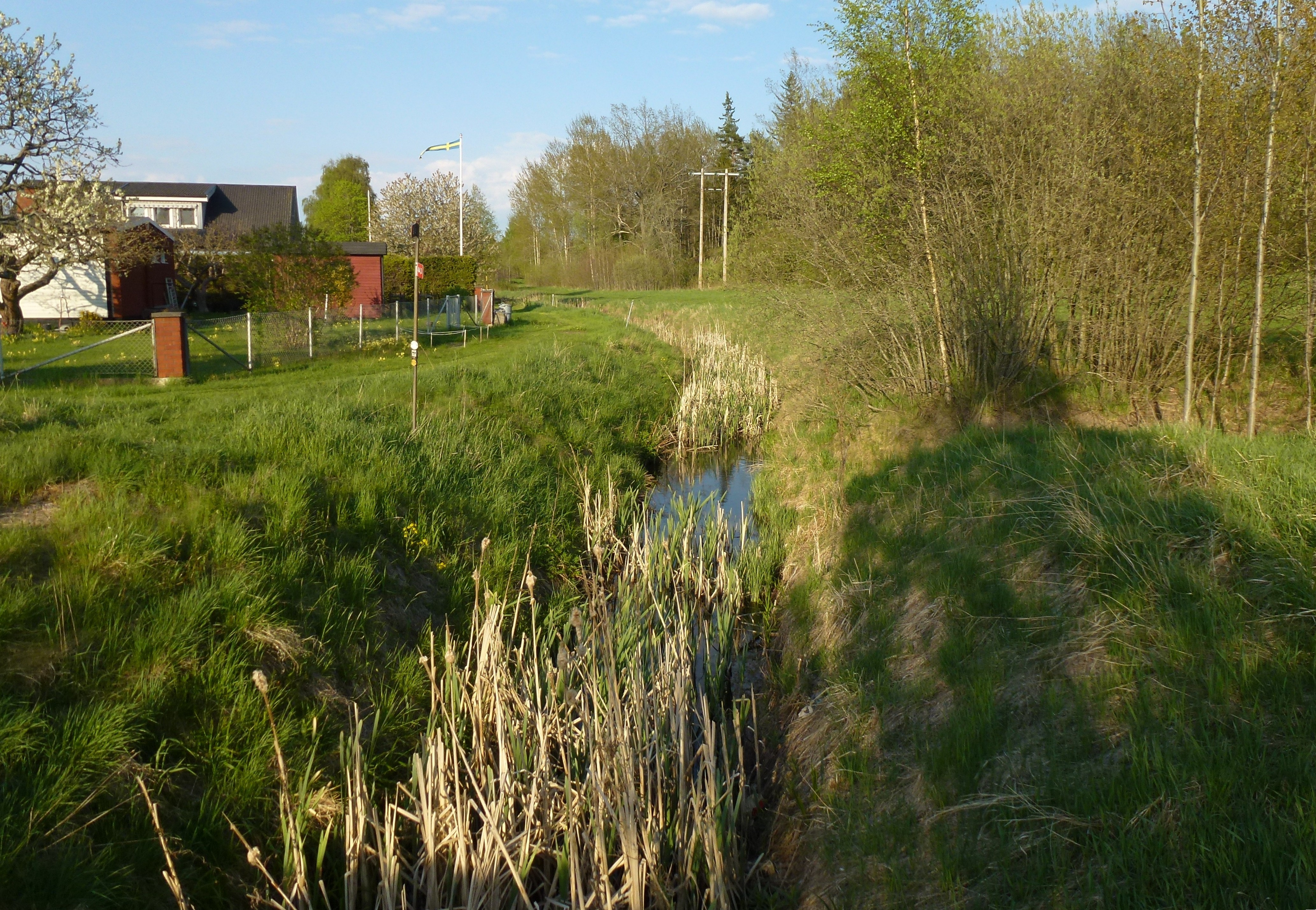
Vårbybäcken (Juringeån) i dike
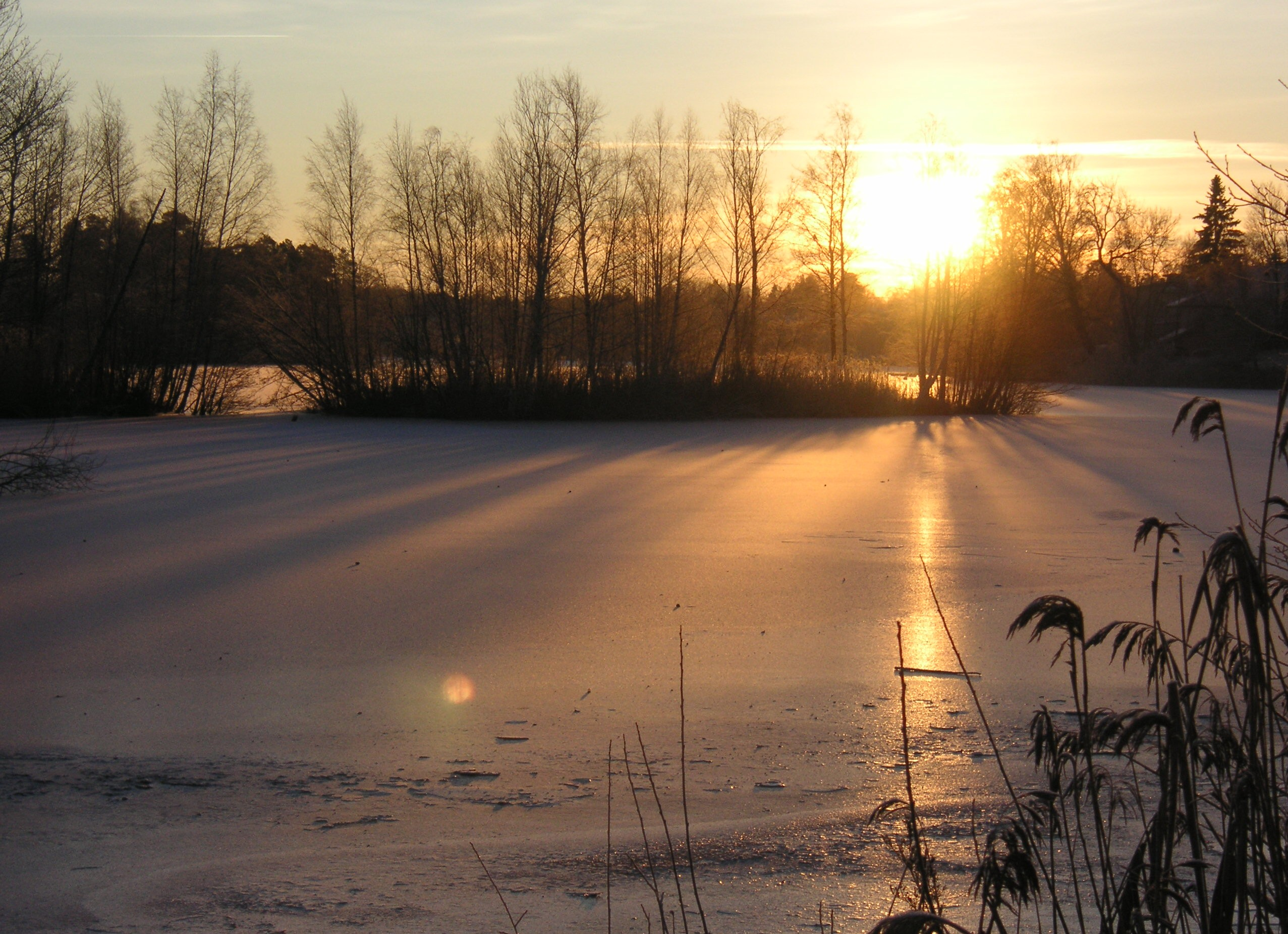
Soluppgång över Långsjön
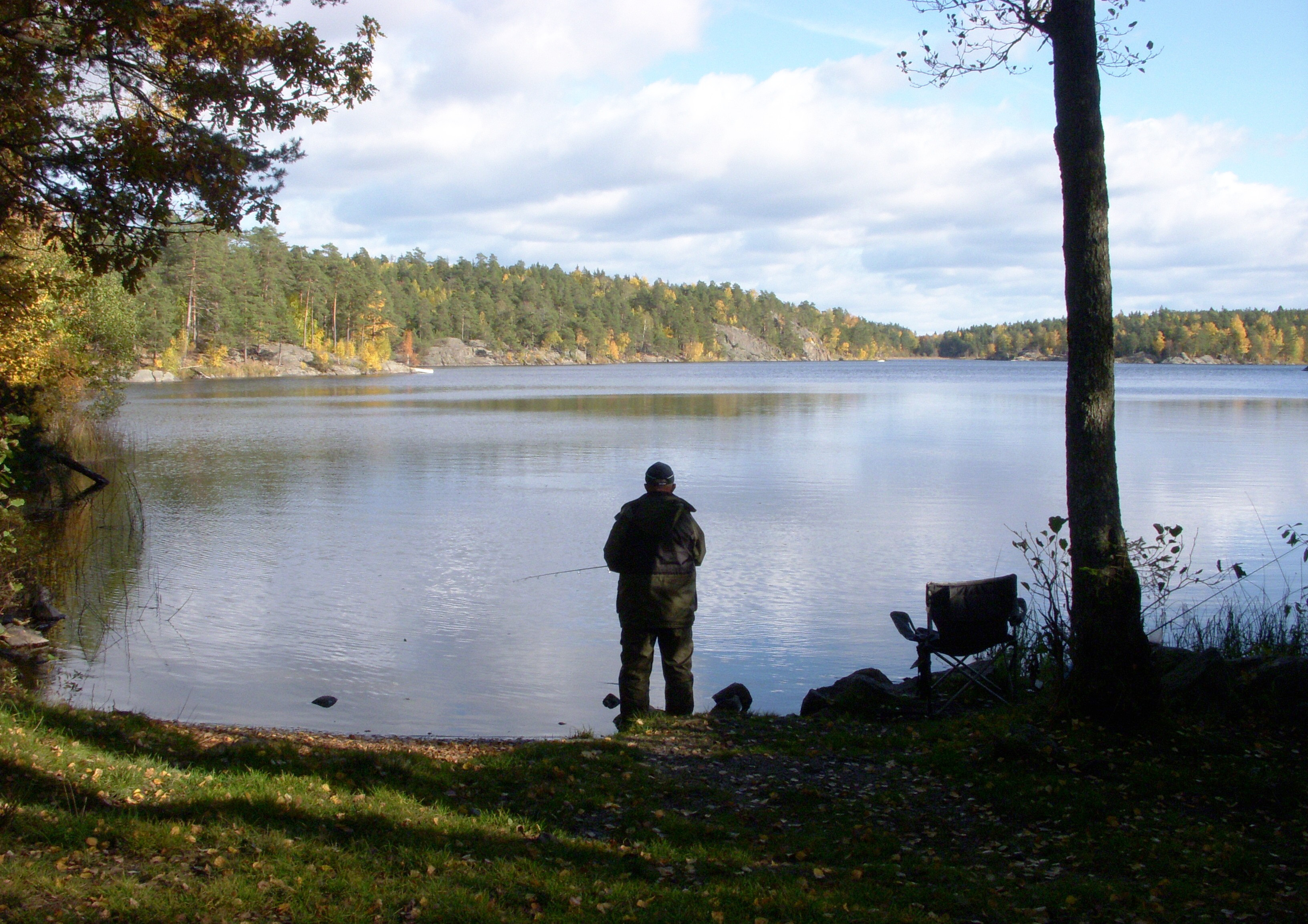
Gömmaren